# Lịch sử châu Âu
Lịch sử châu Âu mô tả những sự kiện của con người đã diễn ra trên lục địa châu Âu. Từ thời tiền sử tới thời hiện đại. Châu Âu có một lịch sử dài, nhiều biến động và đậm nét văn hóa.
Lịch sử châu Âu thời tiền sử bắt đầu với công cuộc định cư của người vượn đứng thẳng, giống Neanderthal, và loài người hiện đại. Vào thời kỳ cổ đại, nền văn minh Hy Lạp cổ đại nở rộ ở châu Âu, mở đầu với hai nền văn minh Minos và Mycenae, và phát triển hoàng kim từ thế kỷ thứ 8 trước Công Nguyên, với chiến thắng của nhân dân Hy Lạp trước các cuộc xâm lược của Đế quốc Ba Tư, trong thời này thị quốc Athena giàu mạnh đã có nền dân chủ, cho đến khi một nước Hy hóa lân cận là Macedonia làm bá chủ Hy Lạp. Với vua Alexandros Đại Đế, người Macedonia đã mở mang nền văn minh Hy Lạp đến tận Á châu, mở ra thời kỳ Hy Lạp hóa. Sau đó, vào năm 31 trước Công Nguyên, Hoàng đế Augustus sau khi chiến thắng Vương triều Hy hóa của Ai Cập, đã lập nên Đế quốc La Mã. với cương thổ rộng lớn trải dọc từ Thổ Nhĩ Kỳ tới Tây Ban Nha, từ Bắc Phi tới Scotland. Sự bành trướng của đế chế La Mã đặt nền tảng cho sự ra đời của hàng loạt đế chế mà chưa bao giờ được thấy trước đó ở châu Âu. Sau sự thoái trào của Đế quốc Tây La Mã vào năm 476, lịch sử châu Âu bước vào thời kỳ đen tối, đánh dấu bằng sự tàn tạ trong giáo dục, trong tổ chức xã hội và bởi những sự xâu xé của rất nhiều quân xâm lược man di, đặc biệt là người Viking, Avar, Magyar và người Ả Rập.

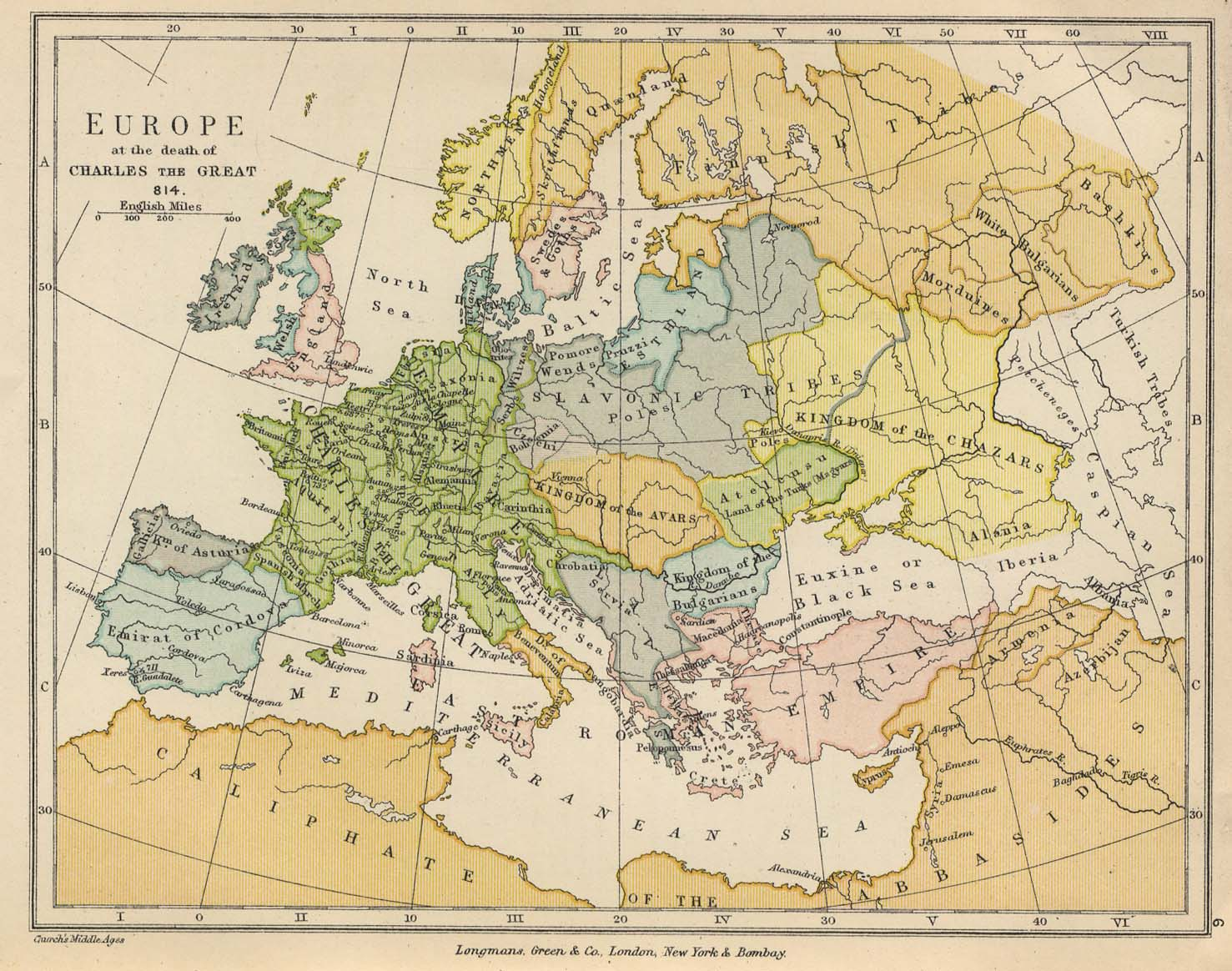
Châu Âu năm 814.

Giai đoạn Trung Cổ được đánh dấu bằng sự tái thiết xã hội có tổ chức, chủ yếu là theo chế độ phong kiến, và sự thống trị ở phương Bắc của Giáo hội Công giáo Rôma. Ở phía đông, Đế quốc Đông La Mã hưng thịnh, với các Hoàng đế tài ba như Heraclius, là một chiến tướng kiệt xuất đánh bại quân Ba Tư vào thập niên 620. Song, chính ngay từ thời điểm này người Ả Rập Hồi giáo càn quét châu Âu và không ít khi đánh thắng Heraclius, dù rằng người Đông La Mã vẫn mạnh lên dưới triều Hoàng đế Basil II, và trong trận Tours (732), Vương quốc Frank (người German) đã đánh tan tác quân Ả Rập. Vào năm 800, sau khi đã bành trướng nước Frank cường thịnh, chinh phạt các tộc German khác, vua Karl Đại đế được Giáo hoàng Lêô III phong làm Hoàng đế Công giáo ở phương Tây đối trọng với Đông La Mã. Tuy Đế quốc tan rã sau khi Karl Đại Đế mất, Vương quốc Đông Frank - nước Đức - dưới các triều vua Heinrich der Finkler và Otto Đại đế đã lớn mạnh, đánh tan tành quân Magyar điều này dẫn đến việc Otto Đại Đế lên làm Hoàng đế của Đế quốc La Mã Thần thánh. Trước sức mạnh của đạo Hồi, các cuộc Thập tự chinh bùng nổ, và cuối cùng Đế quốc Ottoman của người Thổ Nhĩ Kỳ hưng thịnh lên và chinh phạt kinh thành Constantinopolis vào năm 1453, làm cho Đế quốc Đông La Mã diệt vong. Trong khi đó, Anh Quốc kể từ đời vua Edward III đánh nhau với Pháp trong suốt cuộc Chiến tranh Trăm Năm tàn khốc. Thời Trung Cổ được tiếp nối bởi công cuộc Phục hưng, một sự tái khám phá giá trị và tri thức cổ điển, với sự hồi sinh của hai nền văn hóa Hy Lạp cổ, và làm bàn đạp cho phong trào Cải cách Kháng nghị, một phong trào tôn giáo và chính trị đã chứng kiến phần lớn Bắc Âu từ bỏ Giáo hội Công giáo Rôma đồng thời tái xác định văn hóa cũng như các khối liên minh ở khắp lục địa, trào lưu tôn giáo này mở đầu với nhà thần học Martin Luther người Đức khi ông lên án hệ thống Giáo hội Công giáo Rôma vào năm 1517. Ông kiên quyết bảo vệ luận điểm của mình, Thời kỳ này cũng chính là nền tảng cho sự phát triển của bành trướng thuộc địa, củng cố sức mạnh ở các quốc gia thuộc Đại Tây Dương của Anh Quốc, Pháp, Bồ Đào Nha và Tây Ban Nha đồng thời mở rộng tầm ảnh hưởng của châu Âu tới châu Mỹ, châu Phi, Ấn Độ và phương Đông. Thời kỳ này là bước ngoặt cho cuộc cách mạng công nghiệp và một thời kỳ tri thức được gọi là trào lưu Khai sáng.
Nửa cuối thế kỷ 17 chứng kiến Vương quốc Pháp của vua Louis XIV vươn lên thành liệt cường quân sự hùng mạnh, với dã tâm xâm phạm các nước láng giềng, song ông ta bị vua William III nước Anh chặn đứng. Song vào thế kỷ 18, ảnh hưởng của cả Anh Quốc và Pháp tại châu Âu suy sụp dần đi, và các Vương triều Đông Âu vươn lên thành các liệt cường. Với vị Hoàng đế hùng mạnh Pyotr Đại Đế, Đế quốc Nga - nước rộng lớn nhất của Âu châu - đánh thắng Vương quốc Thụy Điển, và lên làm bá chủ của miền Bắc Âu. Bên cạnh đó, Vương quốc Phổ - một quốc gia bé nhỏ khi đó - cũng phát triển cường thịnh, với vị Quốc vương lỗi lạc Friedrich II Đại Đế, nhiều trận thắng của ông trước liên quân hùng hậu Áo - Nga - Pháp - Thụy Điển đã trở thành kinh điển, làm nước Phổ trở nên phi thường trong mắt người Âu. Ngay từ thế kỷ 17, rất nhiều các quốc gia ở châu Âu thực hiện hàng loạt những cuộc cách mạng, trong đó nổi bật nhất là cách mạng Pháp, cuộc cách mạng mở đầu cho hàng loạt cuộc chinh phạt của Napoléon Bonaparte. Việc phá hủy các quốc gia đang tồn tại của Napoléon Bonaparte và sau đó tái tổ chức châu Âu với hội nghị Viên đã tiếp sức cho chủ nghĩa dân tộc đang phát triển, dẫn đến sự ra đời của đế quốc Áo-Hung sau đó, sự thống nhất của nước Đức, sự thống nhất của Ý và những căng thẳng tại vùng Balkan, cũng như những cải cách mạnh mẽ trong đế quốc Nga. Rồi Anh và Pháp, phần nào đó là Đế quốc Ottoman, những quốc gia được biết đến là cường quốc. Các căng thẳng không giải quyết được tại Balkan, và một hệ thống những khối đồng minh được gọi là Đồng minh ba nước (1882) và khối đồng minh ba nước chính là nguyên nhân chủ yếu dẫn đến cuộc Chiến tranh thế giới lần thứ nhất, bản thân nó cũng mở đường cho cách mạng Nga và chỉ kết thúc với sự tham gia của Hoa Kỳ. Hiệp ước đình chiến đã để lại cho Đức gánh nặng bồi thường thiệt hại, gánh nặng này, kết hợp với Đại suy thoái (Great Depression), đã tạo điều kiện để đảng Phát xít của Adolf Hitler cầm quyền, mở đầu cho sự ra đời của Đệ tam Quốc xã cũng như sự xuất hiện của những đảng Phát Xít tại Tây Ban Nha (xem Nội chiến Tây Ban Nha) và Ý. Cuộc xâm chiếm Ba Lan, Bỉ và Pháp của Hitler là tín hiệu cho sự khởi đầu của Chiến tranh thế giới lần thứ hai.
Chiến thắng của Phe Đồng Minh tại châu Âu và sự đầu hàng của Nhật Bản đã chứng kiến việc quyền lực tại Trung Âu được chia sẻ giữa Liên bang Xô Viết, Anh Quốc, Hoa Kỳ và Pháp. Tuy nhiên, điều này nhanh chóng dẫn đến sự hình thành các khối Đông-Tây trong Chiến tranh Lạnh khi mà khối Warszawa do Liên Xô đứng đầu đối mặt với khối NATO do Mỹ cầm đầu và được ngăn cách qua cái gọi là Bức màn sắt, biểu tượng tiêu biểu là Bức tường Berlin. Tây Âu sau đó trải qua giai đoạn phát triển kinh tế ổn định và mạnh mẽ, thành lập ra Cộng đồng Kinh tế châu Âu và sau đó là Liên minh châu Âu. Trong khi đó, khối Warszawa tụt hậu, sau cùng dẫn đến cuộc cải tổ Nga, khối Warszawa tan vỡ và bức tường Berlin sụp đổ. Sau chiến tranh lạnh ở châu Âu thì sự kiện chính nổi lên là cuộc chiến sắc tộc tại Balkan, nổi bật tại Serbia, Bosnia và Kosovo, cùng với sự can thiệp của NATO sau đó. Từ sự kiện 11 tháng 9, chính sách đối ngoại của NATO bị gia tăng sự chi phối do phản ứng của nó với thế giới Hồi giáo, và nổi bật hơn cả là những quan điểm mâu thuận về cuộc chiến ở Iraq, trong khi đó thì liên minh châu Âu cũng kết nạp thêm phần lớn những thành viên của khối Warszawa cũ cũng như các quốc gia vùng Baltic.

## Tiền sử

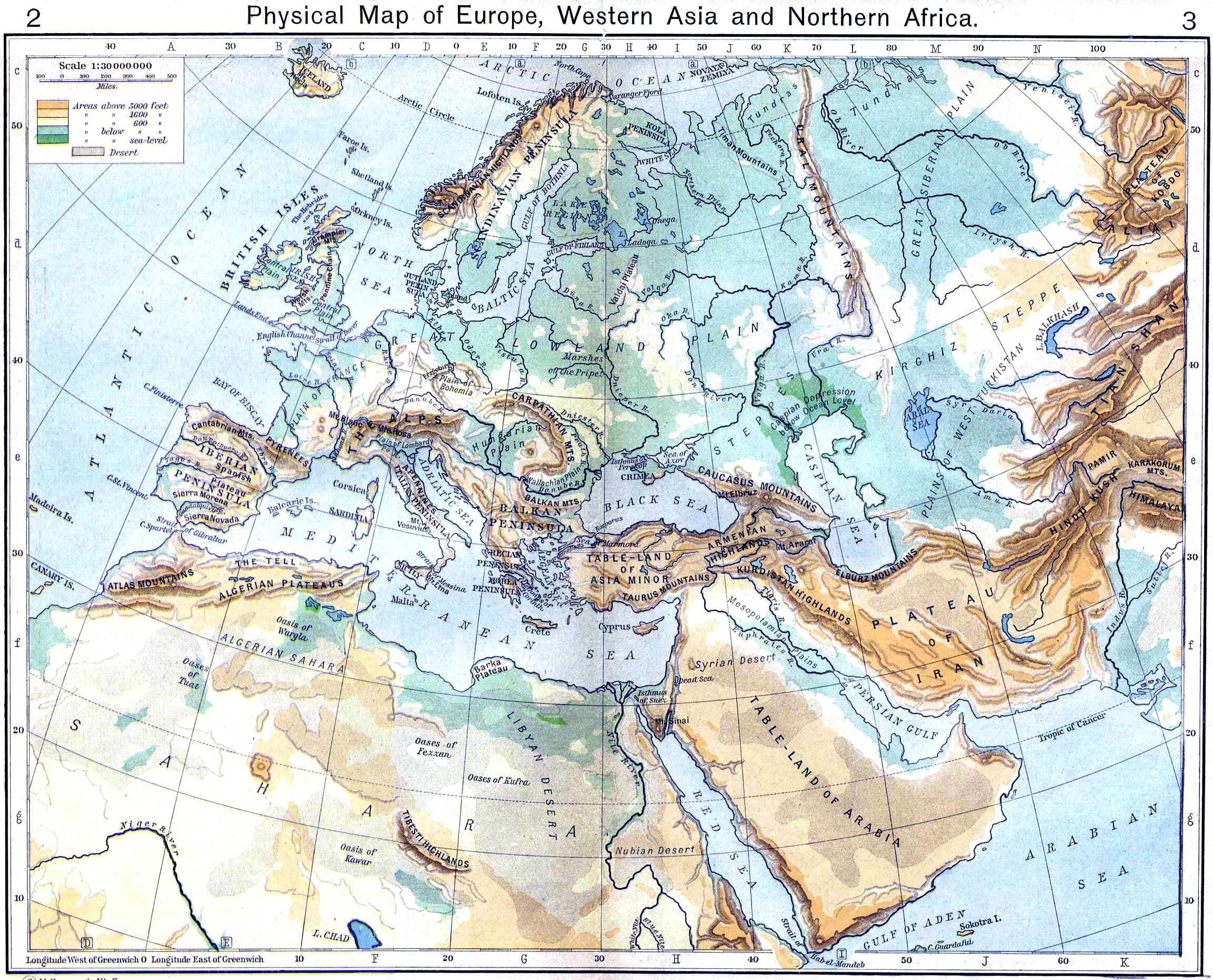
Hình thế châu Âu

Người Homo erectus và Neanderthals đã di cư từ châu Phi tới châu Âu sau sự xuất hiện của con người hiện đại, người thông minh. Các xương cốt của những người châu Âu đầu tiên được tìm thấy tại Dmanisi, Gruzia, có niên đại 1.8 triệu năm trước. Hình thái giải phẫu học hiện đại sớm nhất về con người tại châu Âu có từ 30,000 năm trước Công Nguyên. Bằng chứng về khu định cư cố định có từ 7,000 năm trước Công Nguyên tại Balkans. Thời kỳ đồ đá mới bắt đầu tại Trung Âu từ 6,000 năm trước Công Nguyên và tại nhiều vùng khác ở Bắc Âu từ 5,000 tới 4,000 năm trước Công Nguyên. Văn hóa Cucuteni-Trypillian 5508-2750 trước Công Nguyên là nền văn minh lớn đầu tiên tại châu Âu và cũng là một trong những nền văn minh sớm nhất thế giới.
Bắt đầu từ Thời kỳ đồ đá mới đã có nền văn minh Camunni tại Valle Camonica, Ý, với di tích hơn 350,000 hình khắc trên đá, địa điểm lớn nhất tại Châu Âu.
Cũng được gọi là Thời kỳ đồ đồng, Chalcolithic châu Âu là khoảng thời gian của những sự thay đổi và hỗn loạn. Nguyên nhân trực tiếp nhất là sự thâm nhập và xâm lấn phần lớn các vùng lãnh thổ bởi người từ Trung Á, được đa số các học giả cho là có nguồn gốc Ấn-Âu, tuy vẫn có nhiều lý thuyết tranh cãi khác. Một hiện tượng khác là sự mở rộng của Megalithism và sự xuất hiện của sự phân tầng kinh tế đáng chú ý và, liên quan đến nó, những chế độ quân chủ đầu tiên tại vùng Balkan. Nền văn minh chữ viết nổi tiếng đầu tiên ở châu Âu là nền văn minh của người Minos trên đảo Crete và sau này là của người Mycenae trên những vùng liền kề Hy Lạp, bắt đầu từ đầu thiên niên kỷ thứ 2 trước Công Nguyên.
Dù việc sử dụng sắt đã được người Aegea biết tới từ khoảng năm 1100 trước Công Nguyên, mãi tới năm 800 trước Công Nguyên nó mới được biết đến ở Trung Âu, mở đường cho văn hóa Hallstatt, một sự phát triển văn hóa Thời kỳ đồ sắt của Urn Fields. Có lẽ như một tác dụng phụ của sự khác biệt kỹ thuật này của người Ấn-Âu, ngay sau đó, họ rõ đã củng cố vững vị trí tại Ý và Iberia, thâm nhập sâu vào các bán đảo đó (kinh thành Rô-ma ra đời vào năm 753 trước Công Nguyên).

## Thời cổ đại

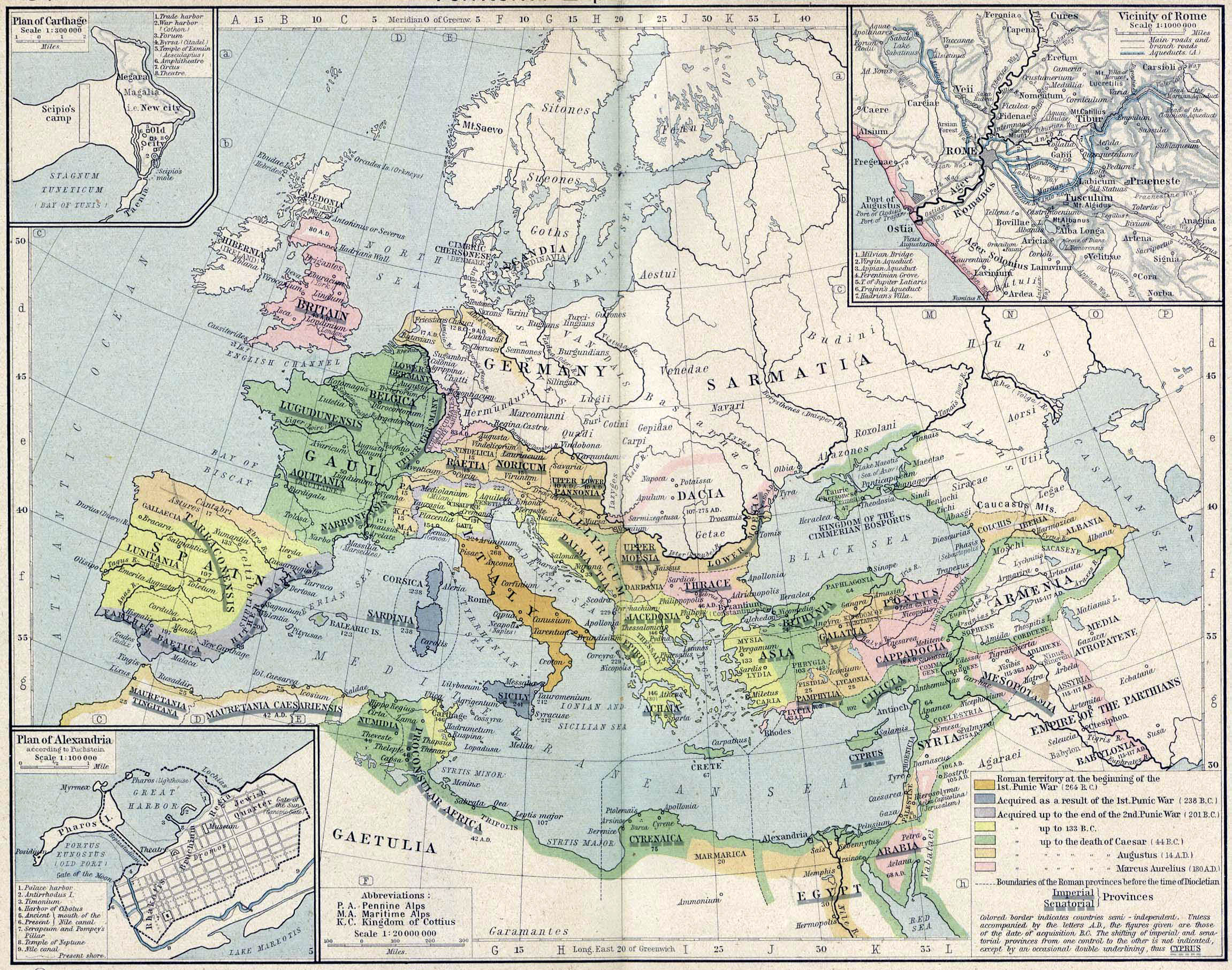
Sự mở rộng của La Mã trong các giai đoạn từ 264 trước Công Nguyên tới 180 Công Nguyên

Người Hy Lạp và người La Mã đã để lại một di sản tại châu Âu trong ngôn ngữ, tư tưởng, luật pháp và tâm trí hiện tại. Hy Lạp cổ đại là một tập hợp các thành bang, từ đó hình thái dân chủ đầu tiên phát triển. Athena là thành phố mạnh và phát triển nhất, và một cái nôi của học thuật từ thời Pericles. Các diễn đàn công dân bàn luận và luật hóa chính sách của nhà nước, và từ đó một số nhà triết học cổ đại nổi tiếng nhất đã xuất hiện, như Socrates, Plato, và Aristotle, Aristotle là thầy học của vua Alexandros Đại Đế. Là vua của Vương quốc Macedonia tộc Hy Lạp, các chiến dịch quân sự của Alexandros Đại Đế đã đưa văn hóa và trí thức Hy Lạp tới các vùng ven Sông Ấn. Nhưng Đế chế La Mã, trở nên hùng mạnh nhờ chiến thắng trước quân Carthage trong Các cuộc chiến tranh Punic đã nổi lên trong vùng. Sự thông thái Hy Lạp đã được chuyển vào các định chế La Mã, khi chính Athena bị hấp thu vào trong Thượng viện và Nhân dân La Mã (Senatus Populusque Romanus). Người La Mã mở rộng từ Ả Rập tới xứ Britannia. Năm 44 trước Công nguyên họ đạt tới cực điểm, lãnh đạo của họ là Julius Caesar bị ám sát khi bị nghi ngờ muốn lật đổ nền Cộng hoà, để trở thành nhà độc tài. Trong cuộc hỗn loạn sau đó, Octavian chiếm quyền cai trị và mua chuộc Thượng viện La Mã. Tuy công bố tái lập nền Cộng hoà, trên thực tế ông đã biến Cộng hòa La Mã thành Đế chế La Mã.

### Hy Lạp cổ đại

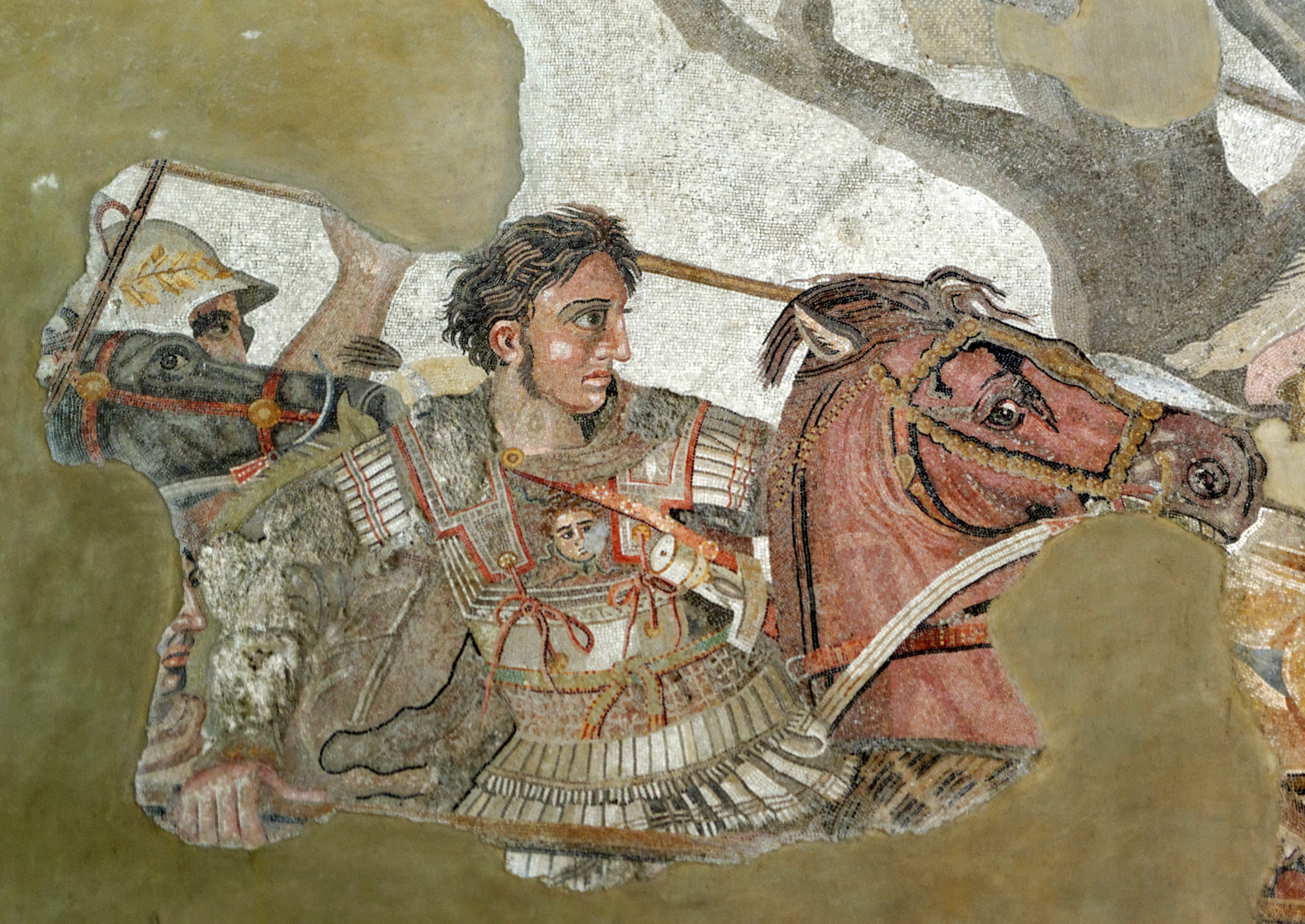
Một bức tranh khảm thể hiện Alexandros Đại đế đánh nhau với Darius III

Nền văn minh Hy Lạp có hình thực một tập hợp các thành bang, hay poleis (các thành bang quan trọng nhất là Athena, Sparta, Thebes, Corinth, và Syracuse), với nhiều kiểu chính phủ và văn hóa khác biệt, gồm những khác biệt chưa từng có trước đó trong nhiều hình thái chính phủ, triết học, khoa học, toán học, chính trị, thể thao, sân khấu và âm nhạc. Athena, thành bang mạnh nhất, tự trị bằng một hình thức dân chủ trực tiếp đầu tiên do giới quý tộc Cleisthenes Athena lập ra. Ở nền dân chủ Athena, chính các công dân tự bỏ phiếu đề ra pháp luật và thực thi chúng. Socrates là người của thành bang này, ông được coi là một trong những người sáng lập triết học phương Tây. Socrates cũng tạo ra Phương pháp Socrates, hay elenchus, một kiểu khoa giáo dục được dùng ngày nay trong việc giảng dạy triết học, theo đó một loạt câu hỏi được đặt ra không chỉ để thu thập những câu trả lời của cá nhân, mà để khuyến khích cái nhìn sâu nền tảng vào trong vấn đề cần giải quyết. Vì triết học này, Socrates bị đem ra xét xử và kết tội tử hình vì "ăn cướp tuổi trẻ" của thành Athena, bởi những bài tranh luận của ông xung đột với các đức tin tôn giáo đã được thiết lập ở thời điểm đó. Plato, một học sinh của Socrates và là người thành lập Học viện Plato, đã ghi lại thời kỳ này trong các tác phẩm của mình, và bắt đầu phát triển triết học duy nhất của riêng ông, Chủ nghĩa Plato.

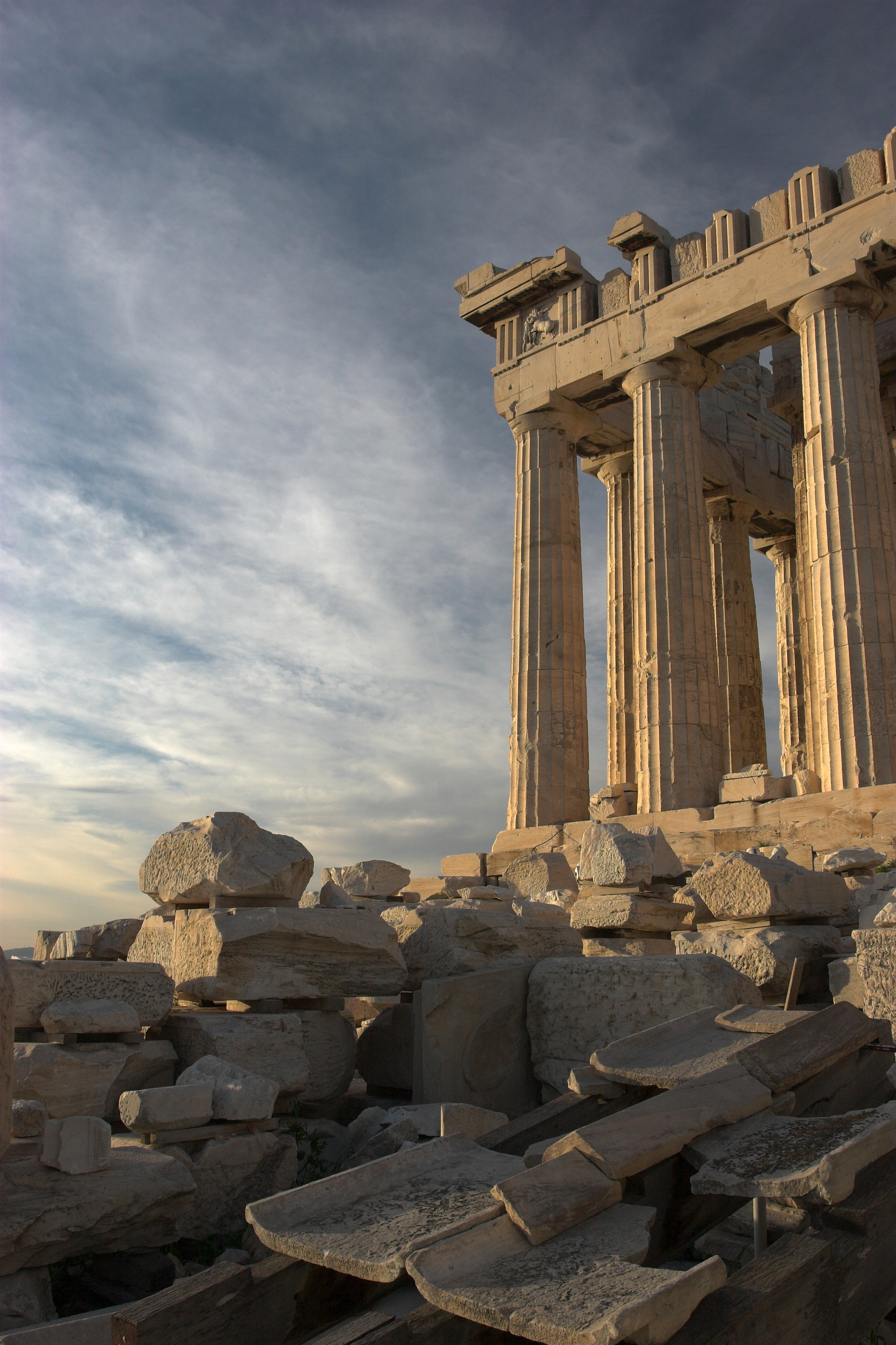
Điện Parthenon, một Đền thờ nữ thần Athena cổ đại tại Acropolis (đỉnh đồi thành phố) rơi vào tay La Mã năm 176 trước Công nguyên

Các thành bang Hy Lạp đã thành lập một lượng lớn thuộc địa trên các bờ Biển Đen và Địa Trung Hải, Tiểu Á, Sicilia và phía Nam Ý tại Đại Hy Lạp (Magna Graecia). Ở Tiểu Á có Vương quốc Lydia không thực sự là của người Hy Lạp, nhưng thuộc về thế giới Hy Lạp. Vua Kroisos đã chinh phạt các phần lớn các thành phố Hy Lạp vùng ven biển, và người Lydia cũng áp dụng nhiều truyền thống văn hóa Hy Lạp. Từ năm 550 TCN cho đến năm 530 TCN, có Hoàng đế Cyrus Đại Đế dấy lên, kiến lập Đế quốc Ba Tư ở phương Đông. Là một vị danh tướng trong lịch sử, ông ta xua quân đi vua Kroisos phồn thịnh. Xứ Sparta cũng liên minh với vua Kroisos, và quân Ba Tư ít ỏi hơn phải chống nhau với quân Lydia trong trận Thymbra vào năm 546 TCN. Với chiến thuật "đánh dọc sườn" (oblique order), quân Ba Tư thắng trận, hai tuần sau chiếm được kinh đô Sardis của xứ Lydia. Theo Napoléon Bonaparte, đây là lần đầu tiên chiến thuật "đánh dọc sườn" được sử dụng. Hoàng đế Cyrus Đại Đế cũng phải ấn tượng với nền quân sự Sparta và noi theo.
Vào thế kỷ thứ 5 TCN, trong Những cuộc chiến tranh Hy Lạp-Ba Tư, các thành bang Hy Lạp đã lập một liên minh và đánh bại Đế chế Ba Tư tại Trận Plataea, đẩy lùi những cuộc xâm lược của Ba Tư. Người Hy Lạp lập ra Liên minh Delian để tiếp tục chiến đấu với người Ba Tư, nhưng vị thế lãnh đạo của Athena trong liên minh đã khiến Sparta thành lập Liên minh Peloponnesus đối trọng. Hai liên minh bắt đầu cuộc Chiến tranh Peloponnesus giành quyền lãnh đạo Hy Lạp, cuối cùng Liên minh Peloponnesus giành thắng lợi. Không bằng lòng với sự bá chủ của Sparta sau đó cuộc Chiến tranh Corinth đã nổ ra và quân Liên minh do Thebes đứng đầu chống nhau với quân Sparta tại Trận Leuctra (371 TCN). Danh tướng Epamonidas thực hiện chiến thuật "đánh dọc sườn", nhờ đó ông đánh tan tác quân Sparta. Những cuộc đánh nhau trong nội bộ khiến các thành bang Hy Lạp trở thành con mồi dễ dàng cho vua xứ Macedonia là Philippos II ra tay thống nhất tất cả các thành bang Hy Lạp. Các cuộc chinh chiến con trai ông là vua Alexandros Đại đế đã đưa văn hóa Hy Lạp tới Ba Tư, Ai Cập và Ấn Độ, nhưng cũng đưa lại sự tiếp xúc với tri thức cổ của các quốc gia đó, mở ra một thời kỳ phát triển mới, được gọi là Hy Lạp Hóa. Vua Alexandros Đại Đế mất vào năm 323 trước Công Nguyên, phân chia đế chế của ông thành nhiều nền văn minh Hy Lạp Hóa.

### Sự trỗi dậy của La Mã

Cicero phát biểu trước Nghị viện La Mã tố cáo âm mưu của Catiline lật đổ nền Cộng hoà, của Cesare Maccari

Đa số tri thức Hy Lạp đã được nhà nước La Mã mới xuất hiện hấp thu khi nó mở rộng ra khỏi Ý, lợi dụng ưu thế khi kẻ thù không thể thống nhất: nguy cơ duy nhất cho sự trỗi dậy của La Mã là từ thuộc địa Phoenicia của Carthage, và sự thất bại của nó ở thế kỷ thứ 3 trước Công Nguyên đánh dấu sự khởi đầu của quyền bá chủ La Mã. Ban đầu La Mã thuộc sự cai quản của các vị vua, sau đó là một nền cộng hòa nghị viện (Cộng hòa La Mã), cuối cùng vào cuối thế kỷ thứ nhất trước Công Nguyên La Mã trở thành một đế chế, dưới sự cai trị của Augustus và những người kế tục độc tài của ông ta. Đế chế La Mã có trung tâm tại Biển Địa Trung Hải, kiểm soát toàn bộ các nước trên bờ biển này; biên giới phía bắc là các con sông Rhine và Danube. Dưới thời hoàng đế Trajan (thế kỷ thứ 2 Công Nguyên) đế chế ở thời điểm rộng lớn nhất, kiểm soát khoảng 5,900,000 km² (2,300,000 dặm vuông) đất đai, gồm Anh, România và nhiều vùng của Mesopotamia. Đế chế mang lại hòa bình, nền văn minh và một chính phủ trung ương hiệu quả cho các vùng đất phụ thuộc, nhưng vào thế kỷ thứ 3 một loạt các cuộc nội chiến đã làm suy mòn sức mạnh kinh tế và xã hội của nó. Trong thế kỷ thứ 4, các hoàng đế Diocletian và Constantine đã làm giảm quá trình suy tàn bằng cách phân chia đế chế thành một vùng phía Tây và một vùng phía Đông. Trong khi Diocletian ngược đãi Kitô giáo, Constantine tuyên bố sự chính thức chấm dứt của sự bách hại Kitô giáo do nhà nước bảo trợ vào năm 313 với Sắc lệnh Milan, vì thế lập ra cơ sở để đế chế sau này trở thành nhà nước Kitô giáo chính thức vào khoảng năm 380 (sẽ khiến Giáo hội trở thành một định chế quan trọng).

### Hậu kỳ cổ đại và Thời kỳ Di cư

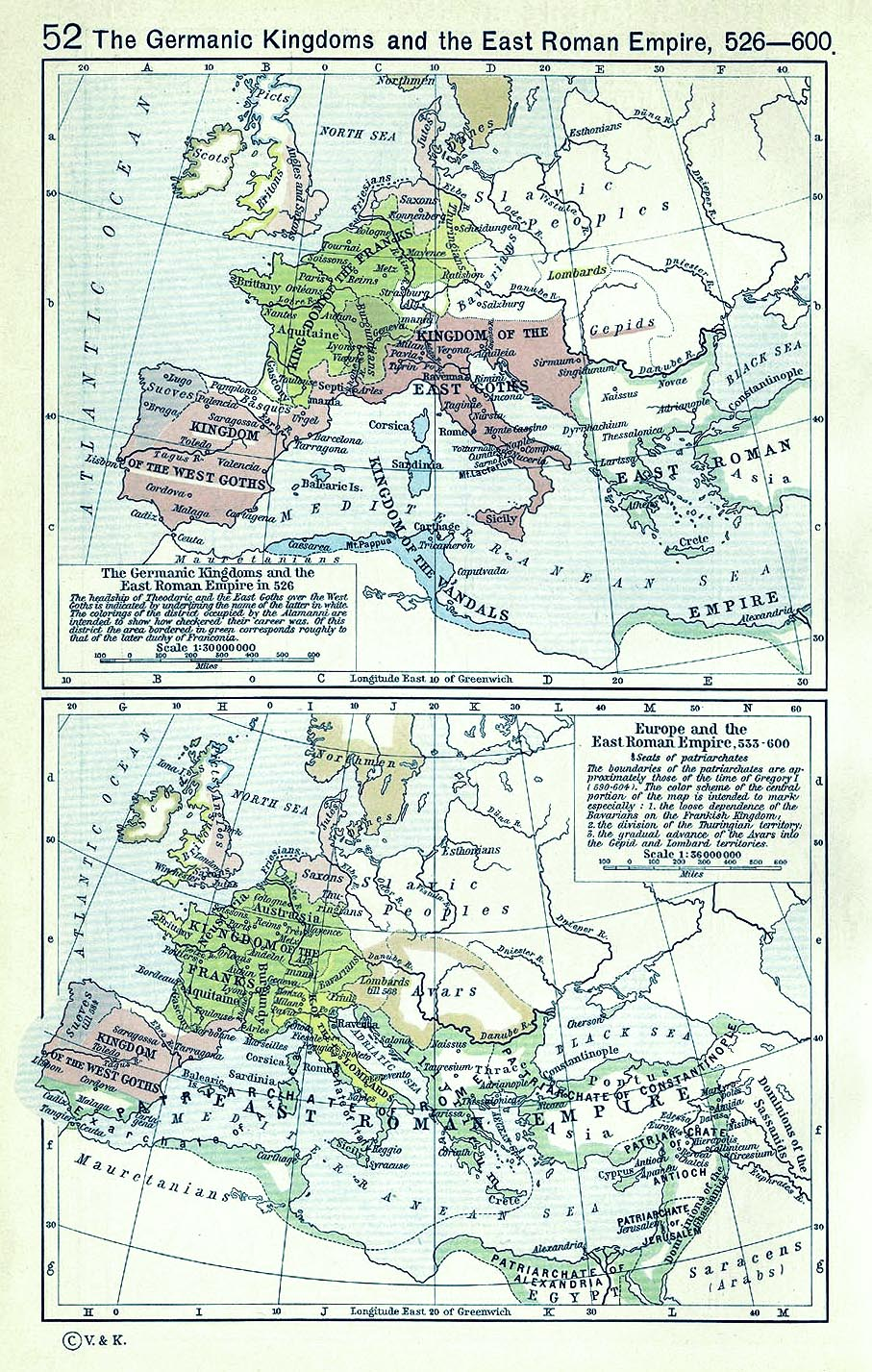
Năm 526 châu Âu nằm dưới sự quản lý của người Goths, và năm 600 của Byzantium ở thời cực thịnh

Khi Hoàng đế Constantine I đã chinh phục La Mã dưới ngọn cờ thập giá năm 312, ngay sau đó ông ra Sắc lệnh Milan năm 313, tuyên bố hợp pháp hóa hóa Kitô giáo tại Đế chế La Mã. Ngoài ra, Constantine I còn dời đô từ Rô-ma tới thị trấn Byzantium Hy Lạp, được ông đổi tên thành Constantinopolis ("Thành phố của Constantine"). Năm 395 Theodosius I, người đã biến Kitô giáo thành tôn giáo chính thức của Đế chế La Mã, sẽ trở thành vị hoàng đế cuối cùng chỉ huy một Đế chế La Mã thống nhất, và từ đó, đế chế sẽ bị chia thành hai vùng: Đế chế Tây La Mã với trung tâm ở Ravenna, và Đế chế Đông La Mã (sau này sẽ được gọi là Đế chế Byzantine) với trung tâm tại Constantinopolis. Đế chế Tây La Mã bị các bộ lạc Giéc-manh cướp bóc tấn công liên tục (xem: Thời kỳ Di cư), và cuối cùng vào năm 476 rơi vào tay Heruli thủ lĩnh Odoacer. Quyền lực của La Mã ở phía tây hoàn toàn sụp đổ và các tỉnh phía tây nhanh chóng trở thành một miếng chắp vá của các vương quốc Giéc-manh. Tuy nhiên, thành phố Rô-ma, dưới sự lãnh đạo của Giáo hội Công giáo Rôma, vẫn là một trung tâm của học thuật, và đã làm rất nhiều để gìn giữ tư tưởng La Mã cổ đại ở Tây Âu. Cùng thời gian ấy, hoàng đế La Mã tại thành Constantinopolis, Justinian I, đã thành công trong việc hệ thống hóa toàn bộ luật La Mã vào trong Corpus Juris Civilis (529-534). Trong thế kỷ thứ 6, Đế chế Đông La Mã đã bị lôi kéo vào một loạt cuộc xung đột nguy hiểm, đầu tiên với Đế chế Sassanid của người Ba Tư (xem Các cuộc chiến tranh La Mã-Ba Tư), sau đó là sự tấn công của đế quốc Hồi giáo (dưới các triều đại Rashidun và Umayyad) đang phát triển. Tới năm 650, các tỉnh của Ai Cập, Palestine và Syria đã bị chiếm bởi các lực lượng Hồi giáo, tiếp đó bởi Hispania và phía nam Ý ở thế kỷ thứ 7 và thứ 8 (xem Các cuộc chinh phục Hồi giáo).
Ở Tây Âu, một cơ cấu chính trị xuất hiện: trong khoảng trống quyền lực sau khi La Mã sụp đổ, các tổ chức tôn giáo địa phương dựa trên sự liên kết của người dân với đất đai của họ. Thuế thập phân được trả cho chúa đất, và chúa đất có trách nhiệm trước vị hoàng thân của vùng. Thuế thập phân được sử dụng để trả cho nhà nước và các cuộc chiến tranh. Đó chính là hệ thống phong kiến, trong đó các hoàng thân và nhà vua mới xuất hiện, người mạnh nhất trong số họ là Charlemagne của người Frank. Năm 800, vua Charlemagne, trở nên hùng mạnh bởi các cuộc chinh phục lãnh thổ rộng lớn của mình, được phong làm Hoàng đế La Mã (Imperator Romanorum) bởi Giáo hoàng Leo III, củng cố vững chắc quyền lực của ông tại Tây Âu. Sự cai trị của Charlemagne đánh dấu sự khởi đầu của một Đế chế La Mã mới của dân tộc Đức ở phía Tây, Đế quốc La Mã Thần thánh. Bên ngoài các biên giới của ông, các lực lượng khác đang tập hợp. Kievan Rus' đang vạch rõ lãnh thổ của họ, một Đại Moravia đang phát triển, trong khi người Angles và Sachsen đang phòng giữ các biên giới của họ.

### Sự suy tàn của Đế chế La Mã

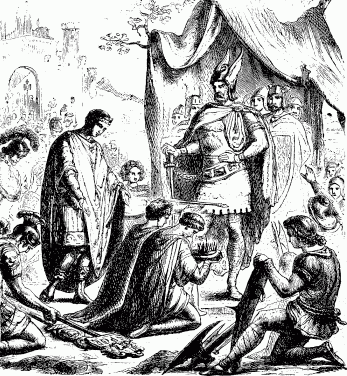
Romulus Augustus đầu hàng người Giéc-manh năm 476

Đế chế La Mã đã nhiều lần bị các đội quân xâm lược từ Bắc Âu tấn công và cuối cùng vào năm 476, thành Rô-ma sụp đổ. Romulus Augustus, vị Hoàng đế cuối cùng của Đế chế Tây La Mã đầu hàng vua người Giéc-manh Odoacer. Nhà sử học Anh Edward Gibbon viết trong cuốn Sự suy tàn và Sụp đổ của Đế chế La Mã (1776) của ông rằng người La Mã đã trở nên suy đồi, họ đã đánh mất đạo đức dân sự. Gibbon nói rằng sự chấp nhận Kitô giáo, có nghĩa là đức tin vào một cuộc sống tốt đẹp hơn sau khi chết, và vì đó khiến con người trở nên lười biếng và tránh xa hiện thực. Glen W. Bowersock đã viết "Từ thế kỷ mười tám trở về sau", "chúng ta đã ám ảnh với sự sụp đổ: nó đã được đánh giá như một nguyên mẫu cho mọi sự suy tàn có nhận thức, và, vì thế, như một biểu tượng cho những nỗi sợ hãi của riêng chúng ta." Nó vẫn còn là một trong những vấn đề lịch sử lớn nhất, và rất đáng chú ý với giới học giả.
Một số thời điểm đáng chú ý khác là Trận Adrianople năm 378, cái chết của Theodosius I năm 395 (lần cuối cùng Đế chế La Mã còn thống nhất về chính trị), cuộc vượt sông Rhine năm 406 của các bộ lạc Giéc-manh sau sự rút lui của các quân đoàn La Mã để bảo vệ đất Ý chống lại Alaric I, cái chết của Stilicho năm 408, tiếp theo là sự tan rã của các quân đoàn phía tây, cái chết của Justinian I, Hoàng đế La Mã cuối cùng tìm cách tái chinh phục phương Tây, năm 565, và sự xuất hiện của Hồi giáo sau năm 632. Nhiều học giả cho rằng còn hơn cả một sự "sụp đổ", những thay đổi có thể được miêu tả chính xác hơn như một sự chuyển tiếp phức tạp. Cùng với thời gian nhiều lý thuyết đã được đề ra về nguyên nhân Đế chế sụp đổ.

## Trung Cổ
Thời Trung Cổ thường được cho là bắt đầu từ sự sụp đổ của Đế chế Tây La Mã (hay bởi một số học giả, trước đó) ở thế kỷ thứ 5 tới sự khởi đầu của Thời kỳ tiền hiện đại ở thế kỷ 16, đánh dấu sự trỗi dậy của các quốc gia, sự phân chia của Kitô giáo Tây phương trong cải cách tôn giáo, sự nổi lên của chủ nghĩa nhân văn trong thời kỳ Phục hưng Ý, và những sự khởi đầu mở rộng vượt biển dẫn tới Columbian Exchange.
Thời Trung Cổ chứng kiến cuộc đô thị hoá bền vững đầu tiên ở bắc và tây Âu. Nhiều nhà nước châu Âu hiện đại có nguồn gốc từ các sự kiện xảy ra trong thời Trung Cổ; các biên giới chính trị châu Âu hiện đại, ở nhiều khía cạnh, là kết quả của các thành tựu quân sự và triều đại trong giai đoạn hỗn loạn này.

### Giai đoạn đầu Trung Cổ
Giai đoạn đầu Trung Cổ trải dài khoảng năm thế kỷ từ năm 500 tới năm 1000. Trong giai đoạn này, đa phần châu Âu đã theo Kitô giáo, và "Những thời kỳ Đen tối" tiếp sau sự sụp đổ của thành Rô-ma diễn ra. Sự thành lập Đế chế Frank ở thế kỷ thứ 9 dẫn tới sự nổi lên của Phục hưng Carolingian trên lục địa. châu Âu vẫn là một vùng lạc hậu so với sự trỗi dậy của Thế giới Hồi giáo, với mạng lưới thương mại vượt sa mạc rộng lớn của nó, hay Ấn Độ với Thời kỳ Vàng son thời Đế chế Gupta và người Pratiharas hay Trung Quốc, ở thời ấy là đế chế đông dân nhất thế giới thời kỳ Nhà Tống. Tới năm 1000 Công Nguyên, Constantinopolis có dân số khoảng 300,000 người, nhưng Rô-ma chỉ có 35,000 và Paris 20,000. Đạo Hồi đã có hơn mười thành phố lớn trải dài từ Córdoba, Tây Ban Nha, ở thời ấy là thành phố lớn nhất thế giới với 450,000 dân, cho tới Trung Á.

#### Một đốm sáng Đông La Mã

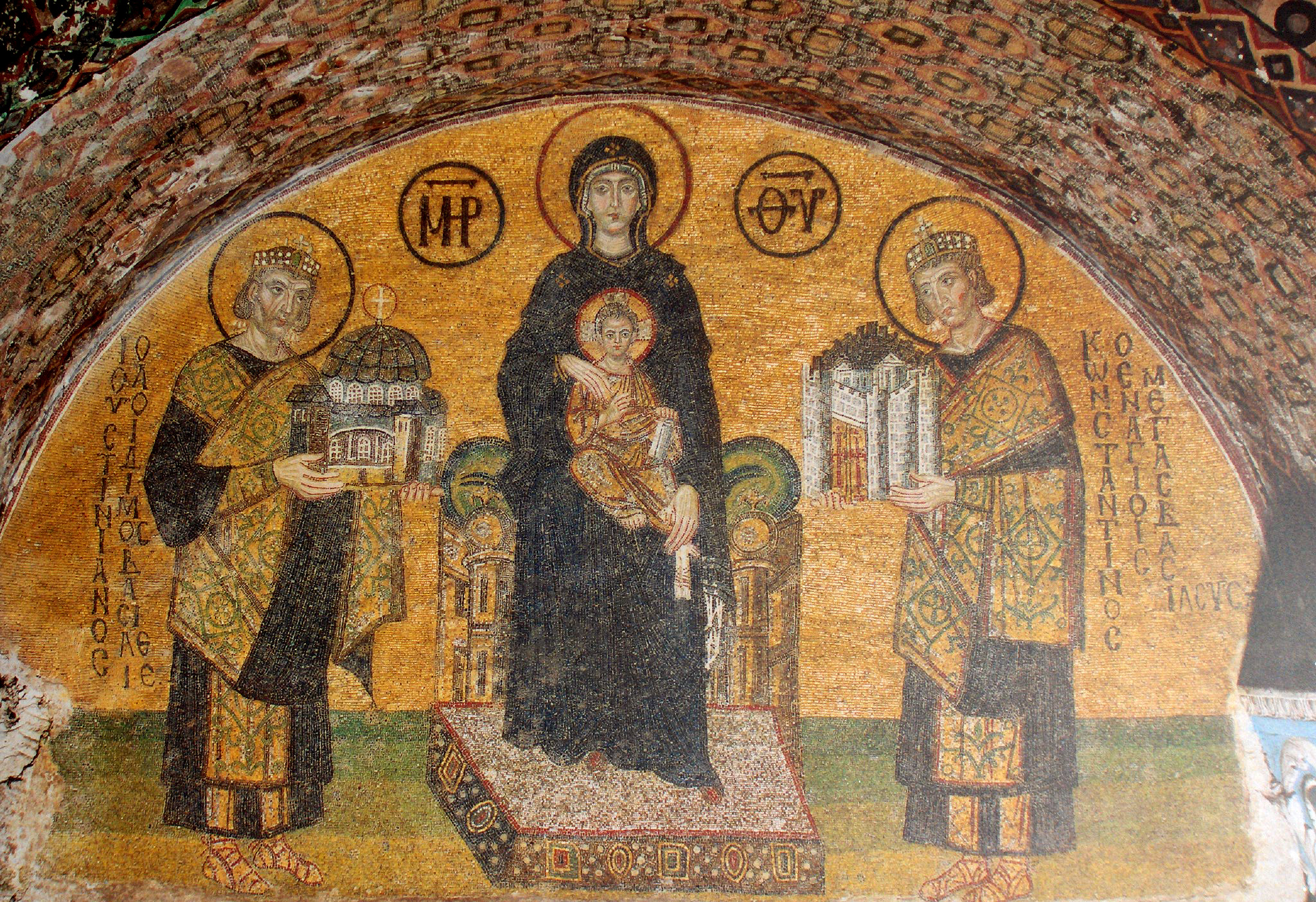
Constantine I và Justinian I bày tỏ lòng trung thành với Đức mẹ đồng trinh Mary bên trong Hagia Sophia

Nhiều người coi Hoàng đế Constantine I (trị vì 306–337) là "Hoàng đế Byzantine" đầu tiên. Vào năm 324, chính ông đã tiến hành dời đô từ Nicomedia tới Byzantium, được xây dựng lại với tên gọi là Constantinopolis, hay Nova Roma ("Tân La Mã"). Chính thành phố Rô-ma không phải là kinh đô từ thời cai trị của Hoàng đế Diocletian. Một số người xác định sự khởi đầu của Đế chế là sự cai trị của Hoàng đế Theodosius I (379–395) và sự thay thế chính thức của Kitô giáo cho tôn giáo ngoại giáo La Mã, hay sau khi ông chết năm 395, khi sự phân chia chính trị giữa Đông và Tây trở nên rõ ràng. Những người khác cho nó xảy ra muộn hơn năm 476, khi Romulus Augustulus, trong truyền thống được coi là vị Hoàng đế phương tây cuối cùng, bị hạ bệ, vì thế để lại chính quyền đế quốc duy nhất với hoàng đế ở Đông Ai Cập. Những người khác chỉ ra sự tái lập đế chế thời Heraclius (khoảng năm 620) khi các tên hiệu La tinh và việc sử dụng nó được chính thức thay thế bằng tiếng Hy Lạp. Trong bất kỳ trường hợp nào, sự Hy Lạp hóa và sự Kitô giáo hoá đã trên đường phát triển. Đế chế nói chung được coi như đã chấm dứt sau sự sụp đổ của Constantinopolis trước Ottoman Thổ Nhĩ Kỳ năm 1453.
Plague Justinian là một bệnh dịch ảnh hưởng tới Đế quốc Đông La Mã, gồm cả kinh đô Constantinopolis, trong những năm 541–542. Ước tính Plague of Justinian đã giết khoảng 100 triệu người trên khắp thế giới. Nó khiến dân số châu Âu giảm khoảng 50% trong giai đoạn 541 và 700. Có thể nó cũng góp phần vào thắng lợi của những cuộc chinh phục Ả Rập.

#### Phong kiến Kitô giáo

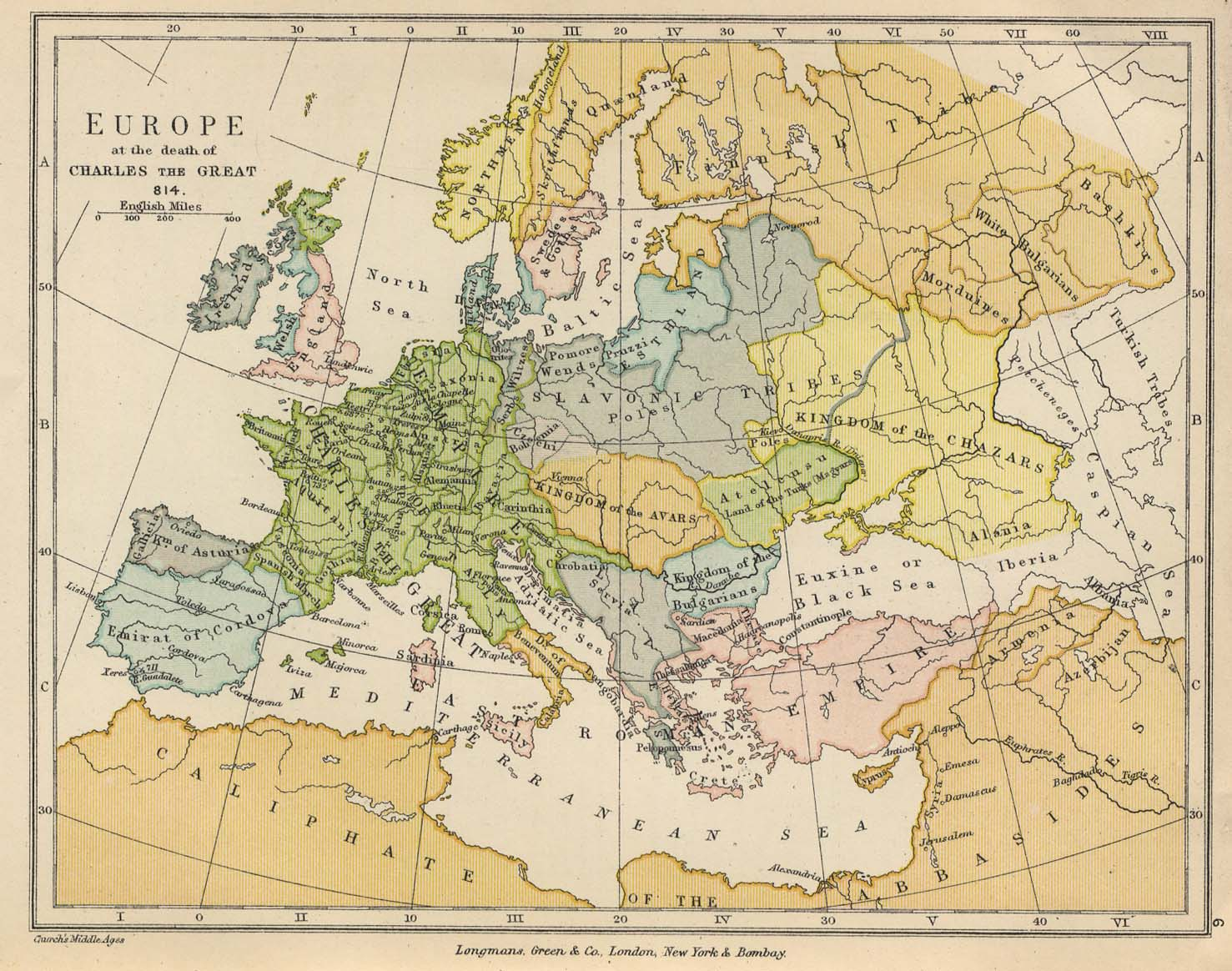
Năm 814, Đế quốc Frank đạt tới đỉnh điểm, như Đế quốc Đông La Mã từng có trước cuộc chinh phục của người Hồi giáo

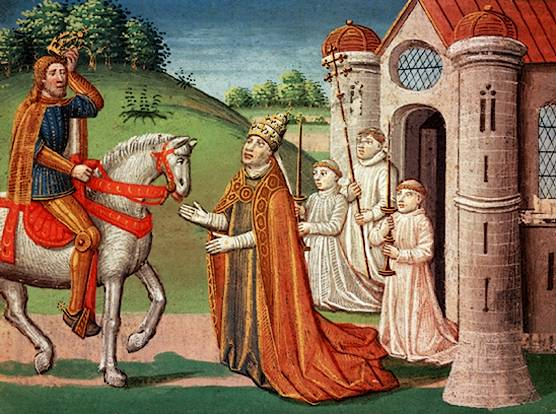
Giáo hoàng Hadrianus I yêu cầu Charlemagne, Vua của người Frank giúp đỡ chống cuộc xâm lược năm 772

Đế quốc La Mã Thần thánh xuất hiện khoảng năm 800, khi Charlemagne, vua của người Frank, được Giáo hoàng phong làm Hoàng đế. Đế chế của ông dựa trên Pháp, Các quốc gia vùng thấp và Đức hiện đại trải dài tới Hungary, Ý, Bohemia, Hạ Sachsen và Tây Ban Nha. Ông và cha mình nhận được sự giúp đỡ liên tục từ một liên minh với Giáo hoàng, người muốn giúp ông chống lại người Lombard. Giáo hoàng phụ thuộc chính thức vào Đế chế Đông La Mã, nhưng Hoàng đế Đông La Mã không làm gì (khi có thể) để chống lại người Lombard.
Ở phía đông Bulgaria được thành lập năm 681 và trở thành quốc gia Slavơ đầu tiên. Đế chế Bulgaria hùng mạnh là đối thủ chính của Đế quốc Đông La Mã trong việc kiểm soát vùng Balkan trong nhiều thế kỷ và từ thế kỷ thứ 9 trở thành trung tâm của châu Âu Slavơ. Hai nhà nước, Đại Moravia và Kievan Rus', xuất hiện ở phía Tây và Đông Slav ở thế kỷ thứ 9. Trong thế kỷ thứ 9 và thứ 10, bắc và tây Âu nằm dưới quyền của giới quý tộc và ảnh hưởng của người Viking, tiến hành cướp phá, buôn bán, chinh phục và định cư nhanh chóng và hiệu quả với những con tàu biển của họ. Cuộc Hungary tàn phá lục địa châu Âu, người Pecheneg cướp bóc phía tây và người Ả Rập ở phía nam châu Âu. Trong thế kỷ thứ 10 các vương quốc độc lập được thành lập ở Trung Âu, ví dụ, Ba Lan và Vương quốc Hungary. Người Hungary đã dừng các chiến dịch tàn phá của mình; các quốc gia đáng chú ý còn có Croatia và Serbia ở Balkan. Giai đoạn sau đó, chấm dứt khoảng năm 1000, chứng kiến sự phát triển thêm nữa của chế độ phong kiến, làm suy yếu Đế quốc La Mã Thần thánh.

### Giai đoạn giữa Trung Cổ

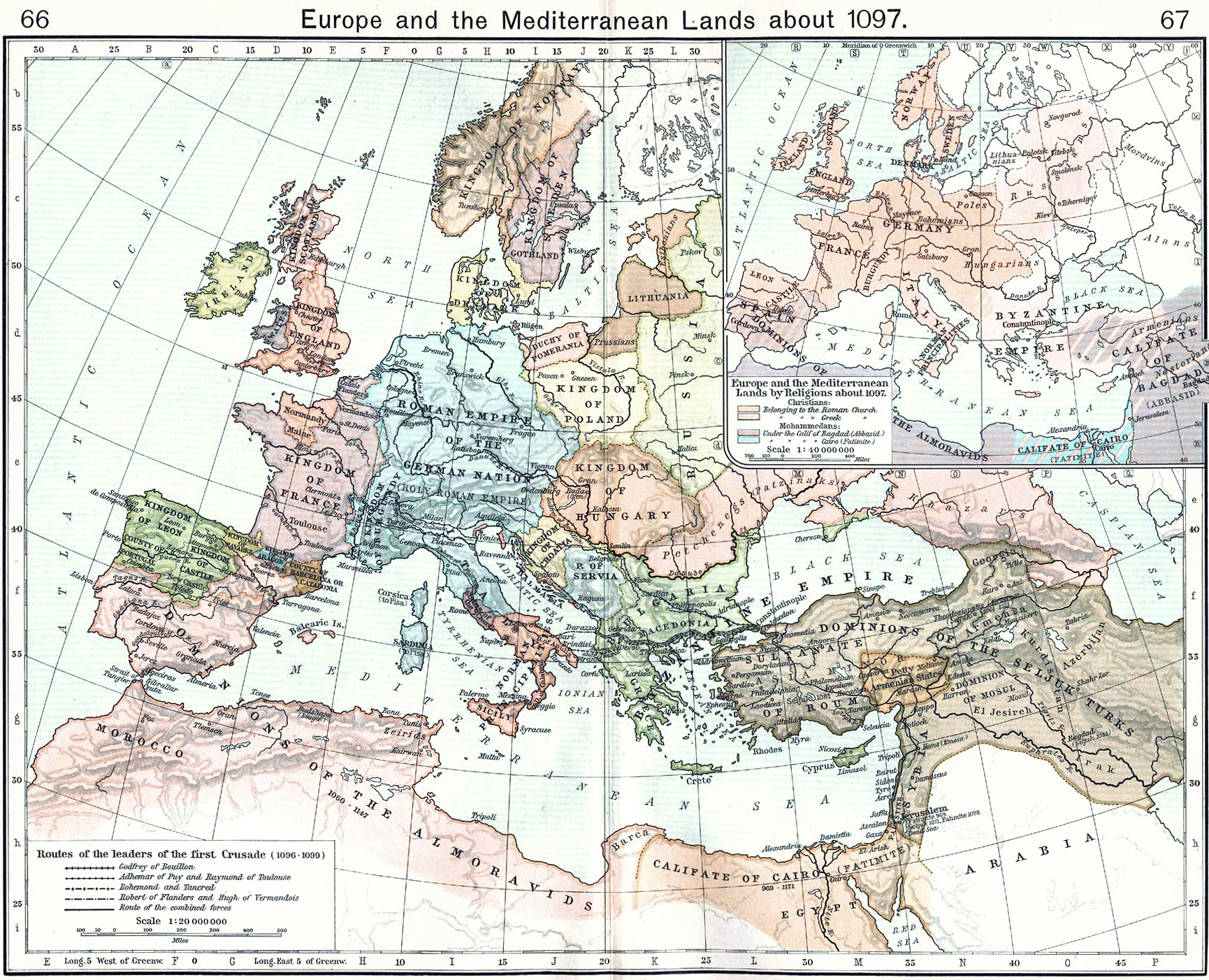
Năm 1097, khi cuộc Thập tự chinh thứ nhất tới đất thánh bắt đầu

Giấc ngủ sâu của Thời kỳ đen tối bị tác động bởi cuộc khủng hoảng mới trong Giáo hội. Vào năm 1054, một cuộc Đại Ly giáo không thể hòa giải giữa hai Tòa còn lại của Kitô giáo tại thành Rô-ma và thành Constantinopolis.
Thời kỳ trung Trung cổ ở thế kỷ 11, 12 và 13 cho thấy thể hiện một sự gia tăng dân số nhanh chóng tại châu Âu, đưa lại sự thay đổi chính trị và xã hội to lớn so với thời kỳ trước. Tới năm 1250, dân số tăng mạnh đã thúc đẩy nền kinh tế, đạt đến những mức độ không thể đạt được mãi tới thế kỷ 19.
Từ khoảng năm 1000 trở về sau, Tây Âu chứng kiến cuộc xâm lược cuối cùng của các rợ và trở nên được tổ chức tốt hơn về chính trị. Người Viking đã định cư trên Đảo Anh, Pháp và những nơi khác, trong khi các vương quốc Kitô giáo Na Uy đang phát triển trên vùng đất Scandinavia của họ. Người Magyars đã dừng mở rộng ở thế kỷ thứ 10, và tới năm 1000, một Vương quốc Hungary Kitô giáo đã được công nhận ở Trung Âu. Với một ngoại lệ ngắn với các cuộc xâm lược của quân Mông Cổ, các cuộc cướp phá lớn của các rợ chấm dứt.
Trong thế kỷ 11, dân số bắc dãy An-pơ bắt đầu chiếm các vùng đất mới, một số họ đã quay trở lại tình trạng man tộc sau sự kết thúc của Đế chế La Mã. Trong cái ngày nay gọi là "cuộc phát quang vĩ đại," những cánh rừng và đầm lầy lớn ở châu Âu bị triệt hạ để trồng cấy. Cùng lúc ấy các khu định cư đã di chuyển từ các biên giới truyền thống của Đế quốc Frank tới các biên giới mới ở đông Âu, vượt qua Sông Elbe, mở rộng gấp ba lần diện tích nước Đức trong quá trình đó. Các chiến binh thập tự chinh đã thành lập các thuộc địa châu Âu tại Miền cận đông, đa số Bán đảo Iberian đã bị chinh phục từ khi người Moor, và người Norman định cư ở niền nam Ý, toàn bộ các thành phần dân số chính gia tăng và mô hình tái định cư.
Thời kỳ trung Trung Cổ tạo ra nhiều hình thức trí tuệ, tinh thần và tác phẩm nghệ thuật khác nhau. 
Thời kỳ này chứng kiến sự trỗi dậy của các thành bang quốc gia hiện đại ở Tây Âu và sự đi lên của các đại thành bang Ý. Giáo hội La Mã vẫn còn hùng mạnh kêu gọi các quân đội trên khắp châu Âu tham gia vào một loạt cuộc Thập tự chinh chống lại người Thổ Nhĩ Kỳ Seljuk, những người đã xâm chiếm vùng Đất thánh. Sự tái phát hiện các tác phẩm của Aristotle khiến Thomas Aquinas và các nhà tư tưởng khác phát triển Triết học kinh viện. Trong kiến trúc, đa số các thánh đường Gothic được xây dựng hay hoàn thành trong giai đoạn này.

#### Một Giáo hội chia rẽ

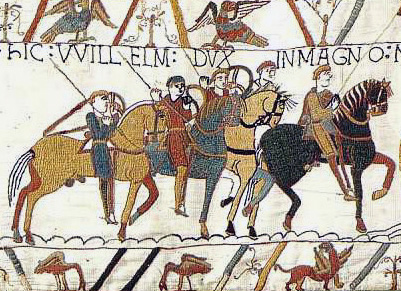
Thảm Bayeux thể hiện Trận Hastings và các sự kiện dẫn tới nó.

Cuộc "đại ly giáo" giữa các Giáo hội: (Công giáo) Tây phương và (Chính thống giáo) Đông phương xảy ra năm 1054 bởi Giáo hoàng Leo IX đòi thẩm quyền trên ba Tòa khác của Pentarchy (ngũ đại tòa), là Antiochia, Jerusalem và Alexandria. Từ giữa thế kỷ thứ 8, các biên giới của Đế chế Đông La Mã đã bị đẩy lùi sau các cuộc mở rộng của Hồi giáo. Antioch trở lại thuộc sự quản lý của Đông La Mã năm 1045, nhưng sự hồi sinh quyền lực của các vị vua thừ kế La Mã ở phía Tây cũng lên tiếng đòi quyền lợi và trách nhiệm cho những ghế đã mất ở châu Á và châu Phi. Giáo hoàng Leo còn gây ra một cuộc tranh cãi thêm nữa khi bảo vệ mênh đề filioque trong bản Tín điều Nicea mà phương Tây đã thông qua theo lẽ thường. Giáo hội Chính thống giáo ngày nay nói rằng Điều thứ 28 của Công đồng Chalcedon đã tuyên bố dứt khoát về sự bình đẳng giữa Giám mục thành Rô-ma và thành Constantinopolis. Chính thống giáo cũng nói rằng giám mục Rô-ma chỉ có quyền với giáo phận của mình và không có quyền ở bên ngoài. Tuy nhiên cũng có những xúc tác khác kém quan trọng hơn dẫn tới sự phân ly, gồm sự mâu thuẫn về nghi thức phụng vụ. Sự phân ly của Công giáo Rôma và Chính Thống giáo Đông phương dẫn tới nhiều thế kỷ bất hòa giữa thế giới La tinh và thế giới Hy Lạp.
Những thay đổi nữa cũng diễn ra với một sự tái phân chia quyền lực ở châu Âu. William Nhà chinh phục, một Quận công xứ Normandie xâm lược Anh năm 1066. Cuộc Chinh phục của người Norman là một sự kiện chủ chốt trong Lịch sử Anh vì nhiều nguyên do. Sự kiện này làm nước Anh liên kết chặt chẽ hơn với lục địa châu Âu qua sự áp dụng kiểu chế độ quý tộc Norman, vì thế làm giảm ảnh hưởng từ Scandinavia. Nó tạo ra một trong những vương triều mạnh nhất ở châu Âu và mang lại một hệ thống chính phủ tinh vi nhất. Hơn nữa, là một hòn đảo, nước Anh có điều kiện phát triển một lực lượng hải quân và các quan hệ thương mại mạnh sẽ là cơ sở để thiết lập một vùng ảnh hưởng lớn trên thế giới gồm Ấn Độ, Úc, New Zealand, Canada và nhiều điểm hàng hải chiến lược khác như Bermuda, Suez, Hồng Kông và đặc biệt Gibraltar. Các lợi thế chiến lược này lớn mạnh và mang tính quyết định tới tận sau Chiến tranh thế giới lần thứ hai.

#### Các cuộcchiến tranh tôn giáo

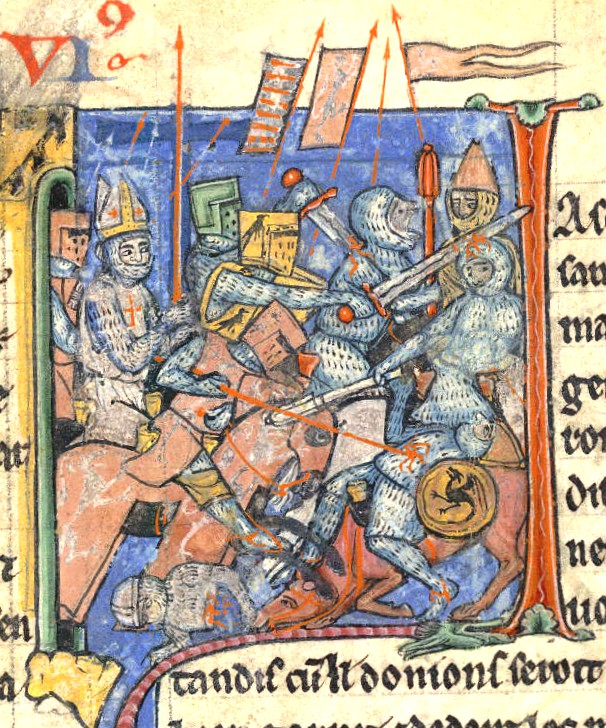
A mitred Adhémar de Monteil mang theo Cây thương thần thánh trong một trong những trận đánh của Cuộc thập tự chinh thứ nhất

Sau cuộc ly giáo Đông-Tây, Kitô giáo Tây phương được các vương quốc mới thành lập ở Trung Âu: Ba Lan, Hungary và Bohemia chấp nhận. Giáo hội Công giáo Rôma đã phát triển như một quyền lực lớn, dẫn tới những cuộc xung đột giữa Giáo hoàng và Hoàng đế. Năm 1129, Giáo hội Công giáo Rôma thành lập một Toà án dị giáo để kiểm soát Công giáo châu Âu phía tây bằng vũ lực. Toà án dị giáo kết tội những người thực hiện nghi thức dị giáo để giúp họ ăn năn. Nếu không thể làm như vậy, hình phạt sẽ là tử hình. Trong thời gian này nhiều Lãnh chúa và Quý tộc điều khiển giáo hội. Các tu sỹ của tu viện Cluny đã rất cố gắng để bảo vệ một giáo hội nơi các Lãnh chúa hay Quý tộc không có quyền can thiệp. Họ đã thành công. Giáo hoàng Gregory VII tiếp tục công việc của các tu sỹ với hai mục đích chính, đưa giáo hội khỏi tầm kiểm soát của các vị vua và quý tộc và tăng cường quyền lực của giáo hoàng. Vùng ảnh hưởng của Giáo hội Công giáo Rôma đã mở rộng rất nhiều khi các vị vua ngoại giáo cải đạo (Scandinavia, Litva, Ba Lan, Hungary), cuộc tái chinh phục (Reconquista) xứ Al-Andalus của người Kitô giáo, và các cuộc Thập tự chinh. Ở thế kỷ 15 hầu hết châu Âu đều theo Giáo hội Công giáo Rôma.
Những dấu hiệu đầu tiên về sự tái xuất hiện của văn minh tại Tây Âu bắt đầu xuất hiện ở thế kỷ 11 khi thương mại hoạt động trở lại ở Ý, dẫn tới tăng trưởng kinh tế và văn hóa của các thành bang độc lập như Venezia và Firenze; cùng thời điểm ấy, các thành bang bắt đầu hình thành ở các nơi như Pháp, Anh, Tây Ban Nha, và Bồ Đào Nha, dù quá trình hình thành của chúng (thường bị đánh dấu bởi sự đối đầu giữa các chế độ quân chủ, các lãnh chúa quý tộc phong kiến và giáo hội) thực tế mất nhiều thế kỷ. Các thành bang mới bắt đầu sử dụng ngôn ngữ viết riêng của mình, thay vì tiếng La tinh truyền thống. Các nhân vật đáng chú ý của phong trào này gồm Dante Alighieri và Christine de Pisan (tên khi sinh Christina da Pizzano), Dante sáng tác bằng tiếng Ý, còn Christine de Pisan dù là một người Ý (Venezia) ông định cư ở Pháp và viết bằng tiếng Pháp.(Xem Tái chinh phạt về hai quốc gia này.) Mặt khác, Đế chế La Mã Thần thánh, chủ yếu tại Đức và Ý, tiếp tục bị tan rã thành vô số nhà nước phong kiến hay thành bang nhỏ, và sự thần phục của họ với hoàng đế chỉ mang tính danh nghĩa.
Thế kỷ 13 và 14, khi Đế chế Mông Cổ nổi lên, thường được gọi là Thời đại của người Mông Cổ. Quân đội Mông Cổ tiến về phía tây dưới sự chỉ huy của Hãn Bạt Đô. Các cuộc chinh phục phía tây của họ đã vượt qua hầu như toàn bộ Nga (ngoại trừ Novgorod, đã trở thành một chư hầu), các vùng đất Kipchak, Hungary, và Ba Lan (vẫn còn là một quốc gia có chủ quyền). Lịch sử Mông Cổ ghi rằng Hãn Bạt Đô đã dự định chinh phục nốt các nước lớn ở châu Âu, bắt đầu bằng cuộc tấn công mùa đông vào Áo, Ý và Đức, khi ông bị gọi quay trở về Mông Cổ sau khi Đại Hãn Oa Khát Đài qua đời. Đa số các nhà sử học tin rằng cái chết của ông đã ngăn chặn được cuộc chinh phục toàn bộ châu Âu. Ở Nga, người Mông Cổ của Kim Trướng Hãn quốc cai trị trong 250 năm.

### Giai đoạn cuối Trung Cổ

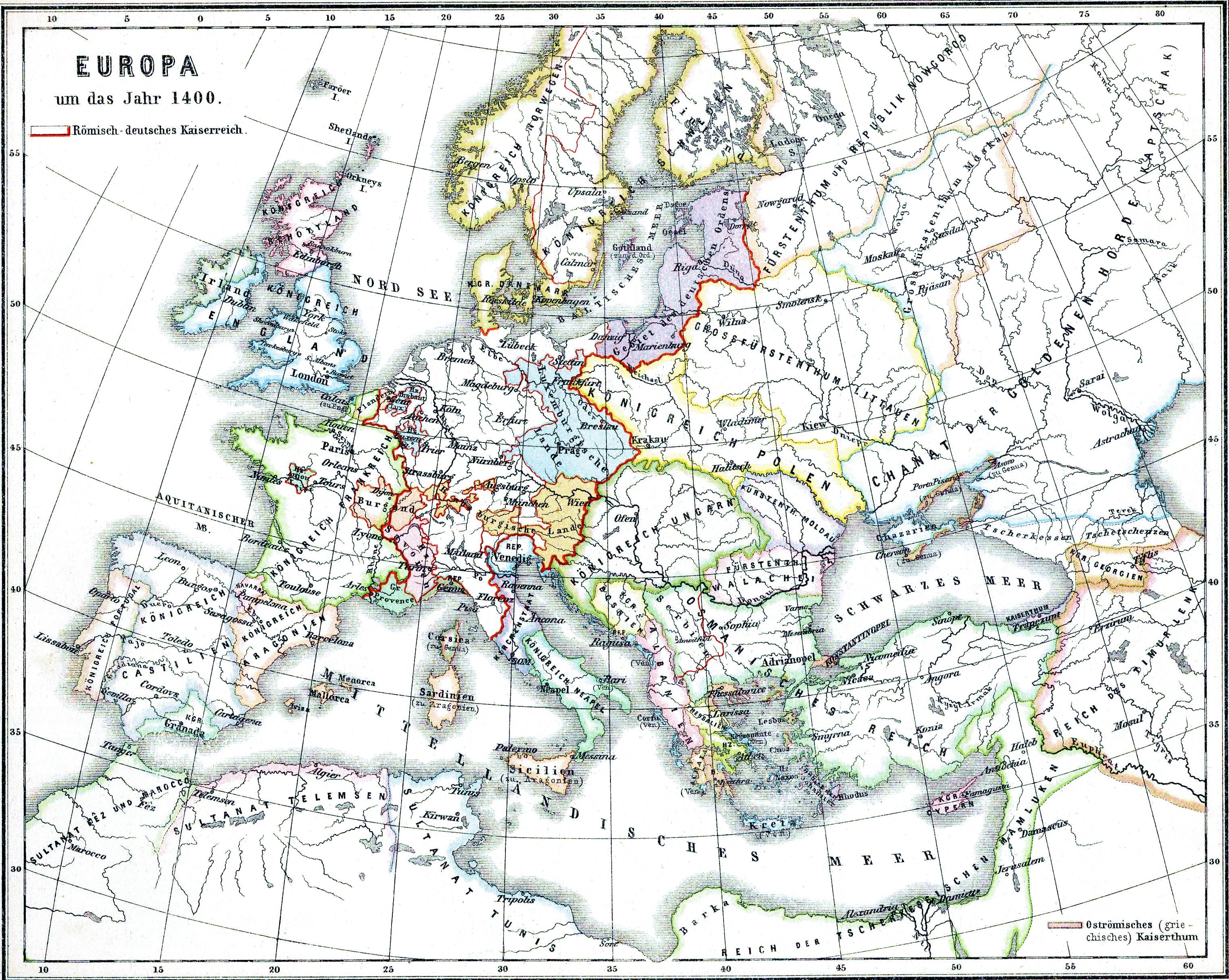
Châu Âu năm 1400

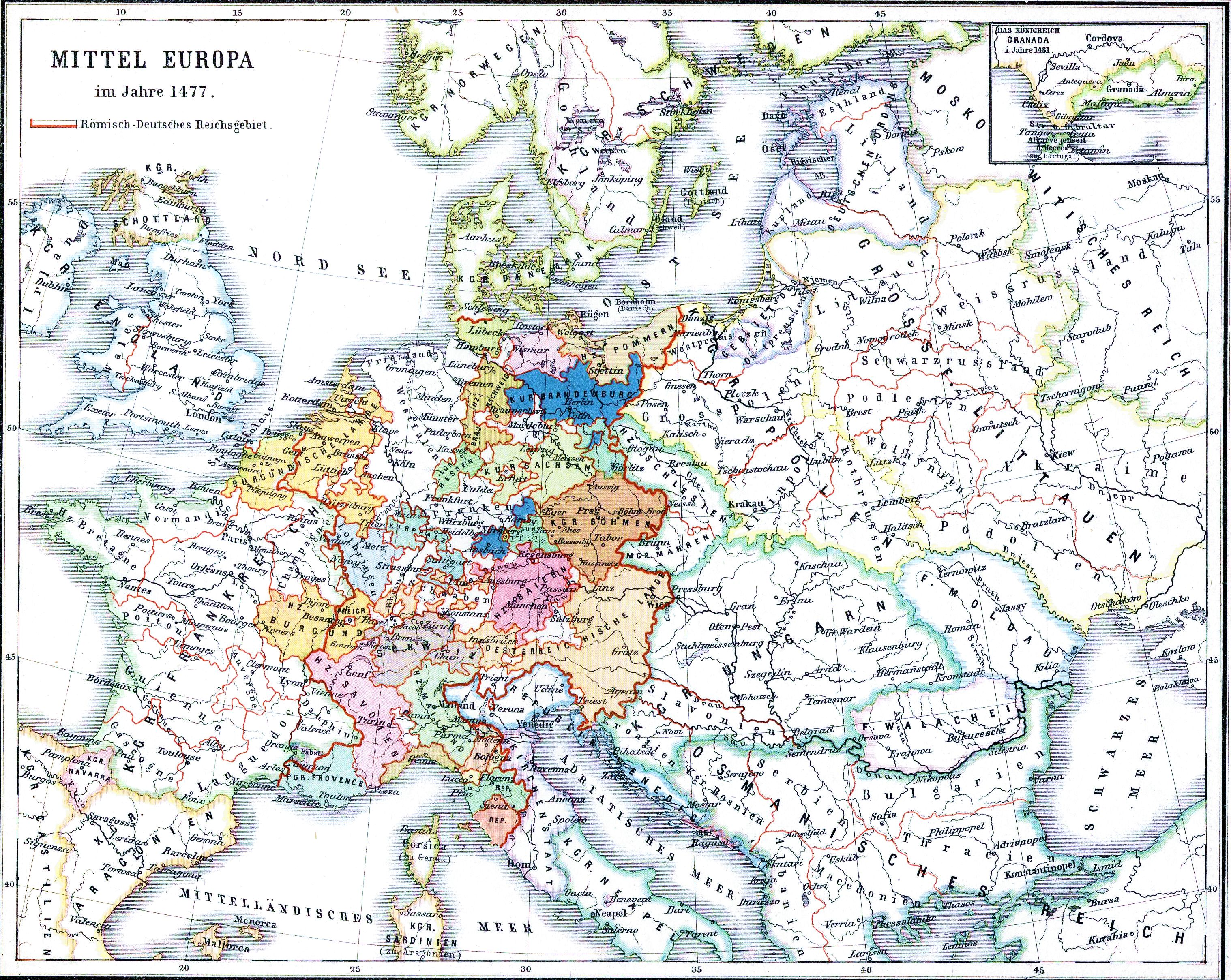
Châu Âu năm 1477

Thời kỳ cuối Thời kỳ Trung Cổ kéo dài trong thế kỷ 14 và 15. Khoảng năm 1300, những thế kỷ thịnh vượng và phát triển của châu Âu tạm ngừng. Một loạt nạn đói và bệnh dịch, như Nạn đói Lớn 1315–1317 và Tử thần Đen, theo một số ước tính đã làm giảm một nửa dân số. Cùng với nạn giảm dân số là sự bất ổn xã hội và chiến tranh địa phương. Pháp và Anh đều phải đối đầu với những cuộc nổi dậy nông dân nghiêm trọng: Jacquerie, Nổi dậy Nông dân, và cuộc Chiến tranh một trăm năm. Càng làm gia tăng các vấn đề của giai đoạn này, sự thống nhất của Giáo hội Công giáo bị ảnh hưởng bởi cuộc Ly giáo Tây phương. Những sự kiện này thỉnh thoảng được gọi là Khủng hoảng cuối Thời Trung Cổ.
Dù có những khủng hoảng đó, thế kỷ 14 cũng là thời gian tiến bộ nhảy vọt trong khoa học và nghệ thuật. Một sự quan tâm mới tới các văn bản Hy Lạp và La Mã dẫn tới cái sau này sẽ được gọi bằng thuật ngữ Phục hưng Ý. 
Tới cuối thời kỳ, một thời đại khám phá bắt đầu. Sự phát triển của Đế chế Ottoman, lên tới đỉnh điểm ở sự sụp đổ của Constantinopolis năm 1453, cắt đứt các đường thương mại với phương đông. Người châu Âu buộc phải tìm kiếm các con đường thương mại mới, như trường hợp chuyến đi của Columbus tới Châu Mỹ năm 1492, và chuyên đi vòng quanh Ấn Độ và Châu Phi của Vasco da Gama năm 1498.

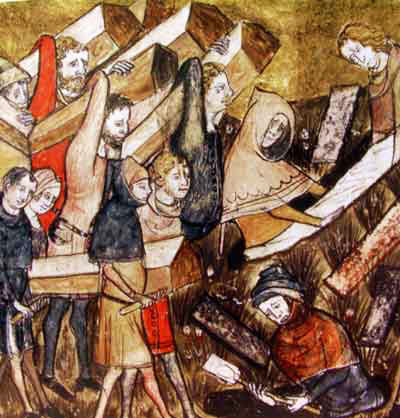
Dịch hạch. "The Chronicles of Gilles Li Muisis" (1272-1352). Bibliothèque royale de Belgique, MS 13076-77, f. 24v.

Một trong những thảm họa lớn nhất tác động đến châu Âu là Tử thần Đen. Có nhiều vụ bùng phát, nhưng vụ nghiêm trọng nhất xảy ra giữa những năm 1300 và ước tính đã giết hại một phần ba dân số châu Âu.
Bắt đầu từ thế kỷ 14, Biển Baltic trở thành một trong những con đường thương mại quan trọng nhất. Liên minh Hanseatic, một liên minh của các thành phố thương mại, được khuyến khích với sự sáp nhập của các vùng rộng lớn của Ba Lan, Litva và các quốc gia vùng Baltic khác vào nền kinh tế châu Âu. Điều này giúp làm phát triển các quốc gia hùng mạnh ở Đông Âu gồm Litva, Ba Lan, Hungary, Bohemia, và Mát-xcơ-va. Sự chấm dứt quy ước của Thời kỳ Trung Cổ thường được gắn liền với sự sụp đổ của thành phố Constantinopolis và của Đế quốc Đông La Mã trước quân Thổ Nhĩ Kỳ Ottoman năm 1453. Người Thổ biến thành phố này thành kinh đô của xứ Đế chế Ottoman của họ. Đế chế Ottoman tồn tại đến tận năm 1922 và cũng bao gồm Ai Cập, Syria và hầu hết vùng Balkan. Theo quan điểm của các nước Kitô giáo, hiểm họa đã đến từ quân Thổ Nhĩ Kỳ ngay từ khi họ mạnh lên và tiến quân về phía Tây. Các cuộc chiến tranh Ottoman ở châu Âu, thỉnh thoảng cũng được gọi là các cuộc chiến tranh Thổ Nhĩ Kỳ, đánh dấu một phần quan trọng trong lịch sử đông nam châu Âu. Những cuộc chinh phạt này cũng khiến cho người Tây Âu, chẳng hạn như người Pháp, phải để tâm hơn đến Đông Âu.
- Liên đoàn Hanseatic, Marco Polo, Lex Mercatoria, Lịch sử thương mại
- Sự phân ly phía Tây (1378-1417)
- Chiến tranh một trăm năm, Jeanne d'Arc

## Buổi đầu châu Âu hiện đại

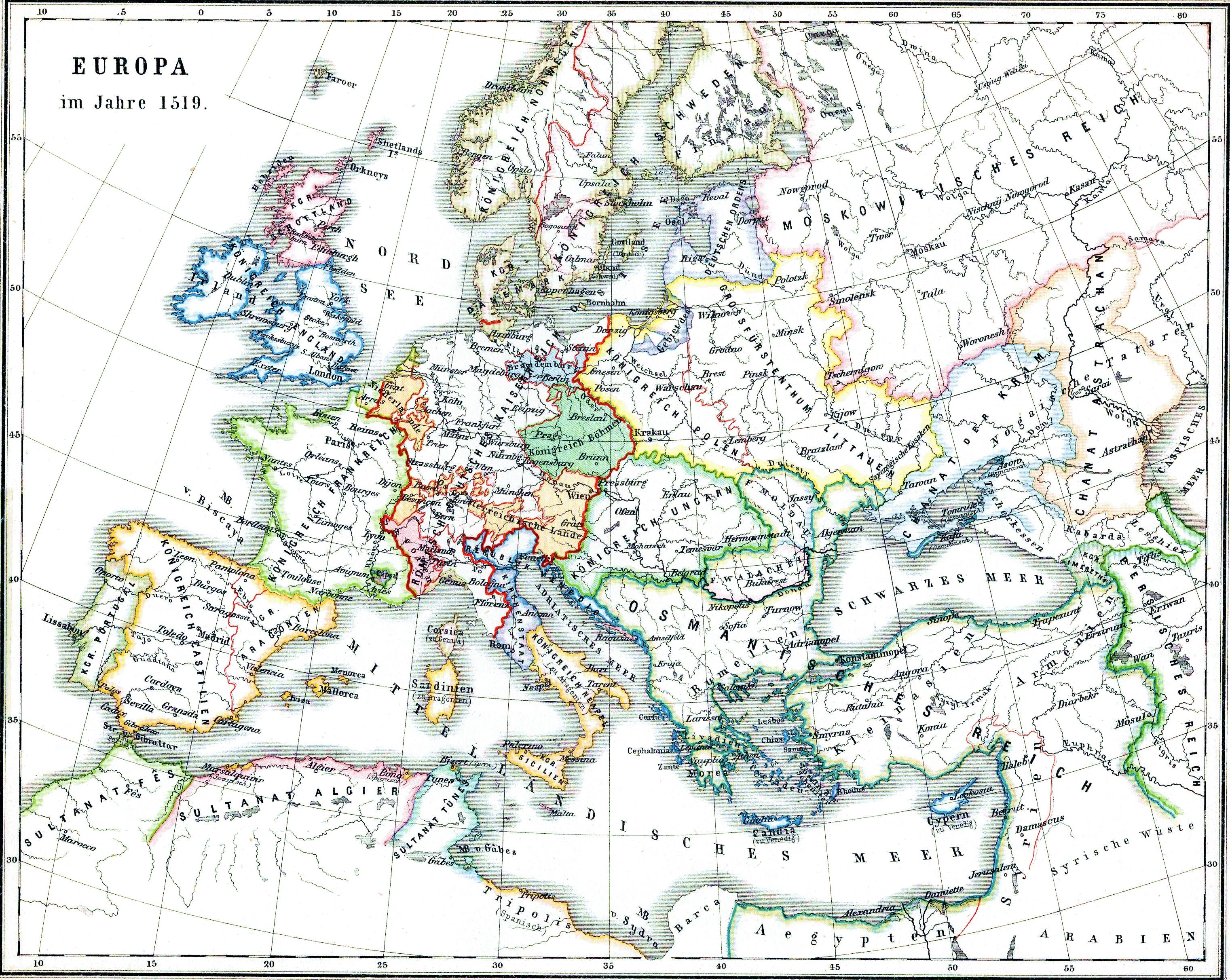
Châu Âu năm 1519

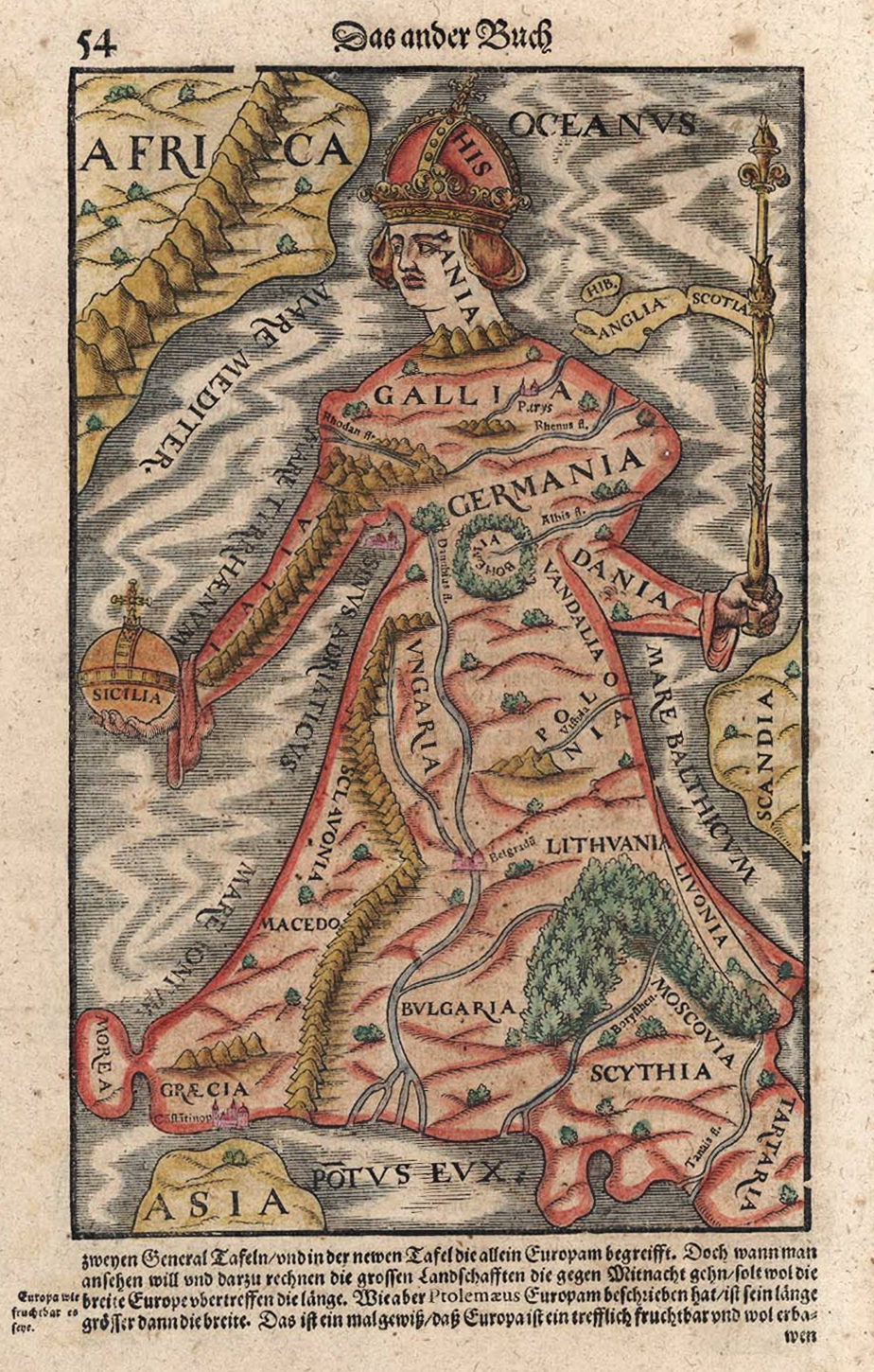
Châu Âu như một nữ hoàng, in năm 1570 bởi Sebastian Munster của Basel.

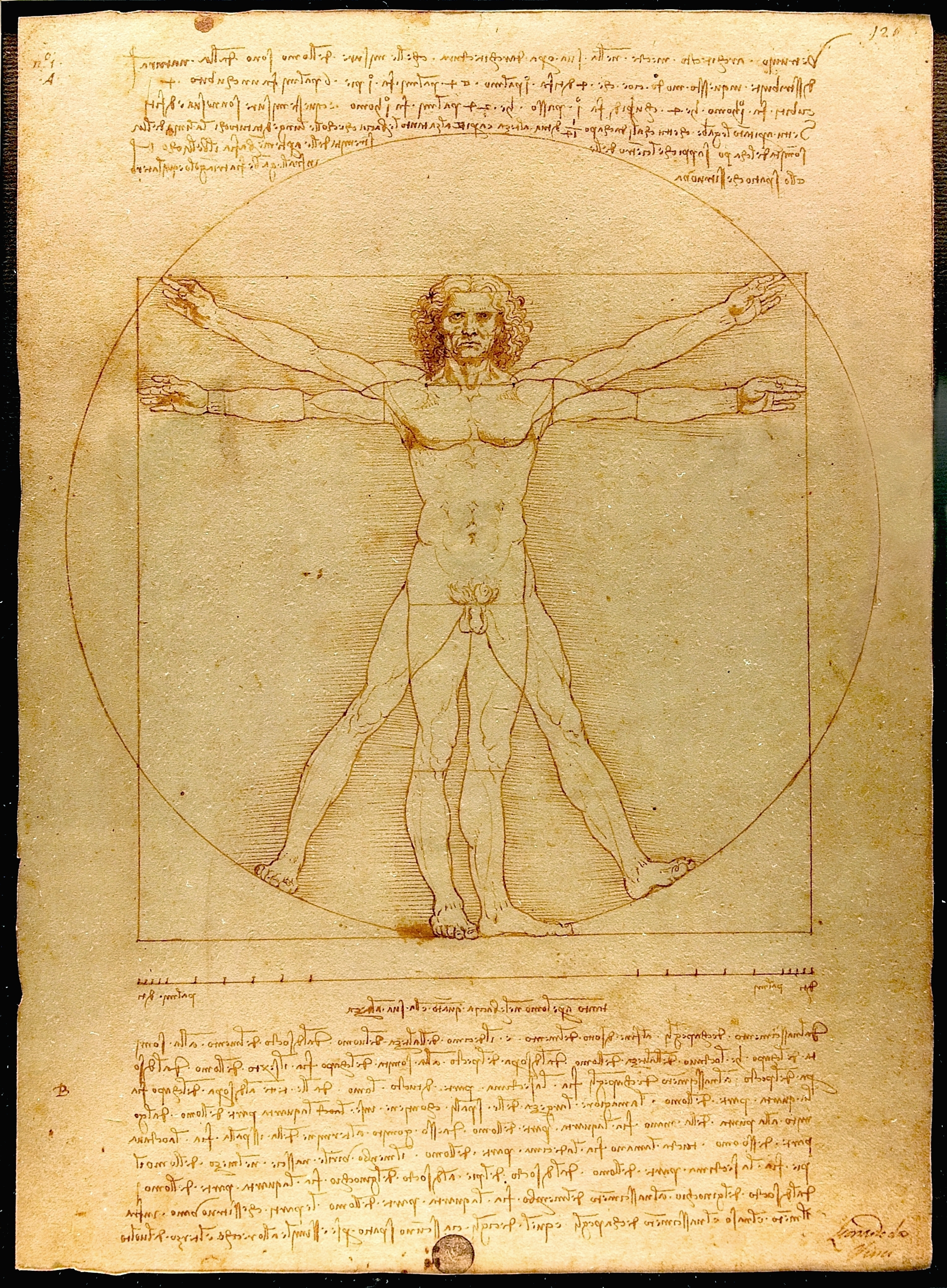
Vitruvian Man của Leonardo da Vinci thể hiện tầm nhìn của ông về con người tỷ lệ hoàn hảo.

Thời kỳ tiền hiện đại trải dài nhiều thế kỷ giữa Thời kỳ Trung Cổ và cuộc Cách mạng công nghiệp, khoảng từ năm 1500 đến năm 1800, hay từ sự phát hiện Thế giới mới năm 1492 tới cuộc Cách mạng Pháp năm 1789.
Thời kỳ này có đặc điểm ở sự nổi lên quan trọng của khoa học và sự phát triển ngày càng nhanh của kỹ thuật, chính trị dân sự thế tục và quốc gia. Các nền kinh tế tư bản bắt đầu phát triển, bắt đầu từ các nước cộng hòa miền bắc Ý như Genoa. Thời kỳ tiền hiện đại cũng chứng kiến sự nổi lên thống trị của lý thuyết kinh tế trọng thương. Như vậy, thời kỳ tiền hiện đại thể hiện sự suy tàn và biến mất, ở hầu hết châu Âu, của chủ nghĩa phong kiến, chế độ nông nô và quyền lực của Giáo hội Công giáo. 
Giai đoạn này còn bao gồm cuộc Cải cách Tin lành, cuộc Chiến tranh Ba mươi năm tàn khốc, cuộc thực dân hóa châu Mỹ của châu Âu và những cuộc săn lùng phù thủy châu Âu.

### Phục hưng
Phục hưng là một phong trào văn hóa ảnh hưởng sâu rộng tới đời sống trí thức châu Âu ở đầu thời kỳ hiện đại. Bắt đầu ở Ý, và lan ra phía bắc và phía tây trong một cuộc mở rộng văn hóa chậm chạp khoảng hai thế kỷ rưỡi, nó gây ảnh hưởng trên văn học, triết học, nghệ thuật, chính trị, khoa học, lịch sử, tôn giáo, và các mặt khác của đời sống trí tuệ.
Petrarch người Ý (Francesco di Petracco), dường như là nhà nhân loại học hoàn toàn đầu tiên, đã viết hồi những năm 1330: "Tôi hiện đang sống, tuy thế tốt hơn là tôi được sinh ra ở một thời điểm khác." Ông rất say mê Hy Lạp và La Mã cổ đại. Ở thế kỷ 15 và 16 niềm mê say với những điểu cổ đại được tăng cường thêm bởi cảm giác nền văn hóa được thừa hưởng đang tan vỡ và thời điểm ấy chỉ là một kho chứa những ý tưởng và cách hành xử để tái xây dựng lại. Matteo Palmieri đã viết những năm 1430: "Hiện giờ quả thực mọi ý tưởng tinh thần phải tạ ơn chúa rằng chúng đã được cho phép được sinh ra trong một thời đại mới." Sự phục hưng ra đời: một thời đại mới khi học tập trở thành rất quan trọng.
Phục hưng bắt nguồn từ sự phát triển trong nghiên cứu các văn bản Latinh và Hy Lạp cổ và sự ngưỡng một thời kỳ Hy Lạp-La Mã coi đó là thời kỳ vàng son. Điều này khiến nhiều nghệ sĩ và tác gia bắt đầu đưa các khuôn mẫu thời La Mã và Hy Lạp vào trong tác phẩm của họ, nhưng cũng có nhiều sáng tạo trong giai đoạn này, đặc biệt là những nghệ sĩ đa tài như Leonardo da Vinci. Nhiều văn bản La Mã và Hy Lạp đã tồn tại từ Thời Trung Cổ châu Âu. Các thầy tu đã sao chép và tái sao chép các văn bản cũ và giữ chúng trong hàng nghìn năm, nhưng họ đối xử với chúng một cách khác. Nhiều văn bản khác nữa đi tới với làn sóng di cư của các học giả Hy Lạp tới Ý sau Sự sụp đổ của Constantinopolis trong khi các văn bản Hy Lạp và La Mã khác tới từ các nguồn Hồi giáo, họ có được những văn bản và trí thức này thông qua các cuộc chinh phục, thậm chí đã tìm cách cải tiến một số chúng. Với lòng tự trọng thường thấy của các nhà tư tưởng tân tiến, những nhà nhân loại học coi sự tái sở hữu một quá khứ lẫy lừng là một sự Phục hưng - một sự tái sinh của chính nền văn minh.
Những sự kiện chính trị quan trọng cũng xuất hiện trong thời kỳ này. Văn bản chính trị của Niccolò Machiavelli trong Quân Vương (The Prince) đã ảnh hưởng tới chủ nghĩa chuyên chế và đời sống chính trị sau này. Các ông vua cai trị các quốc gia và sử dụng giới nghệ sĩ Phục hưng như một dấu hiệu quyền lực cũng đóng một vai trò quan trọng trong thời kỳ này.
Tổng thể, Phục hưng có thể được coi như một nỗ lực của giới trí thức nhằm nghiên cứu và cải thiện thế tục và trần gian, thông qua sự tái sinh các ý tưởng thời cổ, và thông qua những tiếp cận tư tưởng - quá khứ ngay trước quá "Gothic" trong ngôn ngữ, tư tưởng và tình cảm.

### Cải cách

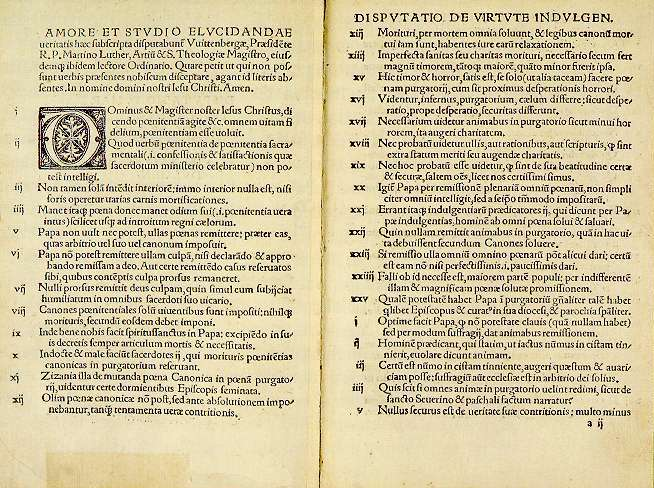
Luận cương chín nhăm điểm của thầy tu Martin Luther người Đức phá vỡ quyền lực chuyên chế Giáo hoàng

Trong giai đoạn này sự mục nát trong Giáo hội Công giáo đã dẫn tới một sự phản ứng trong Cải cách Tin Lành. Phong trào này được nhiều người ủng hộ đặc biệt với các hoàng thân và các vị vua đang tìm kiếm một nhà nước mạnh hơn bằng cách chấm dứt ảnh hưởng của Giáo hội Công giáo. Những cá nhân khác cùng Martin Luther bắt đầu xuất hiện như John Calvin với thuyết Calvin gây ảnh hưởng ở nhiều quốc gia và Vua Henry VIII của Anh đã rời bỏ Giáo hội Công giáo Anh và thiết lập Giáo hội Anh (Trái với niềm tin của mọi người điều này chỉ đúng một nửa, con gái ông là Nữ hoàng Elizabeth hoàn thành việc tổ chức Giáo hội). Những sự phân ly tôn giáo này đã mang lại một làn sóng chiến tranh có nguyên nhân tôn giáo nhưng cũng bởi các tham vọng của những triều đình Tây Âu đang trở nên tập trung và hùng mạnh hơn.
Cuộc Cải cách Tin Lành cũng dẫn đến một phong trào cải cách mạnh bên trong Giáo hội Công giáo được gọi là Phản Cải cách, với mục tiêu giảm sự mục nát bên trong cũng như tăng cường sức mạnh của quyền lực giáo hội Công giáo. Một nhóm quan trọng bên trong Giáo hội Công giáo xuất hiện từ phong trào này là Dòng Tên giúp giữ Đông Âu ở trong vòng ảnh hưởng của Công giáo. Tuy thế, Giáo hội Công giáo vẫn bị suy yếu bởi cuộc Cải cách, nhiều phần ở châu Âu không còn nằm trong vùng ảnh hưởng của nó và các vị vua ở các nước vẫn theo Công giáo bắt đầu nắm quyền kiểm soát các định chế giáo hội trong vương quốc của họ.
Không như Tây Âu, các nước Trung Âu, Vương quốc Ba Lan và Đại Công quốc Litva và Hungary, khoan dung hơn. Tuy vẫn thúc đẩy sự thống trị của Công giáo họ tiếp tục cho phép các nhóm tôn giáo thiểu số duy trì đức tin của mình. Trung Âu bắt đầu bị phân chia giữa Công giáo, Tin Lành, Chính Thống giáo và Do Thái giáo. Một sự phát triển quan trọng khác trong giai đoạn này là sự lớn mạnh của những tình cảm liên châu Âu. Eméric Crucé (1623) xuất hiện với ý tưởng Hội đồng châu Âu, mong muốn chấm dứt các cuộc chiến tranh ở châu Âu; những nỗ lực tạo lập một nền hòa bình vĩnh cửu không thành công, dù tất cả quốc gia châu Âu (ngoại trừ Nga và Đế chế Ottoman, được xem là ngoại lệ) đồng ý tạo lập hòa bình vào năm 1518 trong Hiệp ước Luân Đôn. Nhiều cuộc chiến tranh lại bùng nổ chỉ trong vài năm. Cuộc cải cách cũng khiến nền hòa bình ở châu Âu là điều không thể trong nhiều thế kỷ.
Một sự phát triển khác là ý tưởng thượng đẳng của châu Âu. Ý tưởng về văn minh được lấy từ người Hy Lạp và La Mã cổ đại: kỷ luật, giáo dục và cuộc sống trong thành phố là các yếu tố khiến con người trở nên văn minh; người châu Âu và phi châu Âu được phán xét theo tính cách lịch sự của họ, và châu Âu tự coi mình là thượng đẳng so với các lục địa khác. Đã có một phong trào của một số người như Montaigne coi người phi châu Âu là tốt hơn, tự nhiên và nguyên thủy hơn. Các dịch vụ thư tín đã được thiết lập khắp châu Âu, cho phép chủ nghĩa nhân văn kết nối mạng lưới trí thức trên khắp châu Âu, dù có những khác biệt tôn giáo. Tuy nhiên, Giáo hội Công giáo đã cấm các tác phẩm khoa học mang tính đột phá; điều này dẫn đến sự phát triển mạnh hơn của trí thức tại các quốc gia Tin Lành, nơi việc cấm đoán không triệt để. Francis Bacon và những người khác ủng hộ khoa học tìm cách tạo lập một sự thống nhất ở châu Âu bằng cách nhấn mạnh vào sự thống nhất trong thiên nhiên.1 Ở thế kỷ 15, cuối Thời Trung Cổ, các quốc gia có chủ quyền hùng mạnh xuất hiện, xây dựng những Vương triều Mới với quyền lực tập trung tại Pháp, Anh, và Tây Ban Nha. Mặt khác Nghị viện của Vương quốc Ba Lan và Đại Công quốc Litva tăng cường quyền lực, nắm các quyền lập pháp của vua Ba Lan. Quyền lực nhà nước mới đã được tranh giành bởi các nghị viện ở các quốc gia khác đặc biệt là Anh. Các hình thái nhà nước mới xuất hiện là sự hợp tác giữa các vị lãnh chúa đất đai, các thành phố, các nước cộng hòa nông dân và các hiệp sĩ.

### Thám hiểm và chinh phục

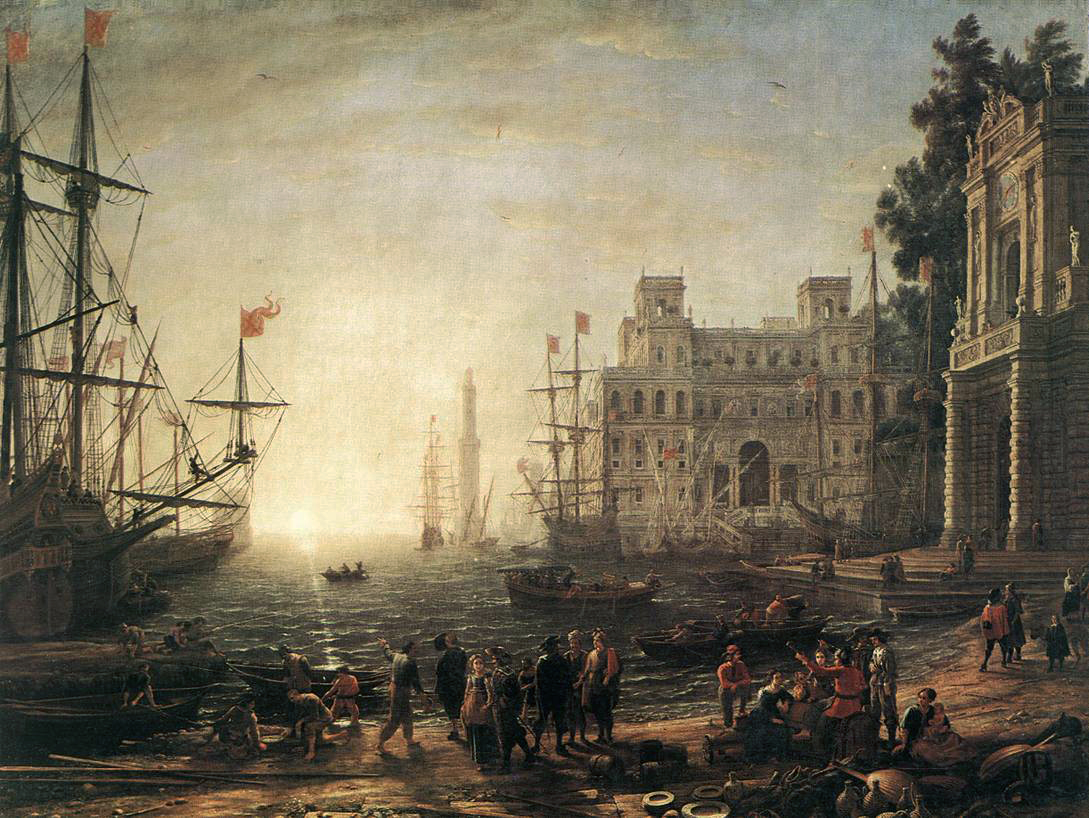
Một cảng biển của Villa Medici năm 1638 của Claude Lorrain

Nhiều cuộc chiến tranh không ngăn cản các quốc gia mới thám hiểm và chinh phục những vùng rộng lớn của thế giới, đặc biệt là châu Á (Xibia) và Châu Mỹ mới được khám phá. Ở thế kỷ 15, Bồ Đào Nha lãnh đạo cuộc thám hiểm địa lý, tiếp đó là Tây Ban Nha hồi đầu thế kỷ 16. Đây là những nước đầu tiên thiết lập thuộc địa tại châu Mỹ và các địa điểm thương mại trên bờ biển châu Phi và châu Á, nhưng Pháp, Anh và Hà Lan nhanh chóng theo bước. Năm 1552, Nga hoàng Ivan Hung bạo chinh phục hai khả hãn quốc Tatar lớn, Kazan và Astrakhan, và chuyến đi của Yermak năm 1580 dẫn tới sự sáp nhập vung Xibia vào nước Nga.
Sự mở rộng thuộc địa tiếp tục diễn ra trong những thế kỷ sau đó (với một số lần thoái trào, ví dụ như những cuộc chiến giành độc lập thắng lợi ở 13 thuộc địa Anh ở Bắc Mỹ và sau đó là Mexico, Brazil, và các quốc gia khác ngoại vi Các cuộc chiến tranh Napoleon). Tây Ban Nha đã kiểm soát một phần Bắc Mỹ và một vùng lớn ở Trung Mỹ và Nam Mỹ, Caribbean và Philippines; Anh Quốc chiếm toàn bộ Úc và New Zealand, hầu hết Ấn Độ, và nhiều vùng lớn ở châu Phi và Bắc Mỹ; Pháp giữ nhiều vùng của Canada và Ấn Độ (hầu như toàn bộ đã mất vào tay Anh năm 1763), Đông Dương, nhiều vùng lớn ở châu Phi và các đảo Caribbean; Hà Lan giành được Đông Ấn (hiện là Indonesia) và các hòn đảo Caribbean; Bồ Đào Nha chiếm Brasil và nhiều lãnh thổ ở châu Phi và châu Á; và các cường quốc sau này như Đức, Bỉ, Ý và Nga cũng đi chiếm thuộc địa.
Sự mở rộng này đã giúp các nền kinh tế của các nước mẫu quốc phát triển. Thương mại tăng vọt, nhờ sự ổn định tạm thời của các đế chế. Tới cuối thế kỷ 16 số bạc của châu Mỹ chiếm một phần năm tổng ngân sách Tây Ban Nha. 
Các nước châu Âu tiến hành các cuộc chiến tranh với phần lớn chi phí từ các thuộc địa. Tuy vậy, những lợi nhuận từ buôn bán nô lệ và các loại thực vật Tây Ấn, là những khoản thu lớn nhất từ các thuộc địa Anh thời kỳ đó, chiếm chưa tới 5% nền kinh tế Đế quốc Anh (nhưng nói chung có lợi nhuận lớn hơn) ở thời kỳ Cách mạng Công nghiệp hồi cuối thế kỷ 18.
Vào năm 1514, quân Ottoman do Sultan Selim I (trị vì: 1512 - 1520) thân chinh thống lĩnh đánh Ba Tư, phát huy những cuộc chinh phạt của Đế quốc Ottoman sau khi thành Constantinopolis sụp đổ. Con trai của ông ta là Suleiman I Đại Đế (trị vì: 1520 - 1566) lần lượt đánh chiếm các Nhà nước Khalip trước đây là Damascus, Cairo và Bagdad (1534). Sau khi Sultan Suleiman I thêm ngôi mộ của nhà tiên tri Muhammad tại thành Mecca vào Đế quốc của ông ta, giờ đây ông ta có lý do chính đáng để xưng Đế hiệu "Padishah-i-Islam" (Hoàng đế của Hồi giáo). Ông ta cho xây dựng nhiều công trình, chẳng hạn như Thánh đường Hồi giáo Süleymaniye tại kinh đô Constantinopolis, thể hiện sự hùng mạnh của đất nước.
Quân Thổ Nhĩ Kỳ Ottoman không những qua thung lũng sông Danube đánh xứ Hungary, mà còn lâm chiến với những nhà nước hải tặc ở bờ biển Bắc Phi. Vào năm 1512, họ mở đầu những cuộc chinh chiến sông Danube, thôn tính được xứ Moldavia. Thành Beograd thất thủ vào năm 1521, mở đường cho quân Thổ Nhĩ Kỳ đánh xứ Hungary. Vào năm 1526, trong trận Mohács, vị vua độc lạp cuối cùng của xứ Bohemia và Hungary là Louis II Jagiellon hy sinh. Đến lượt nước Áo lâm vào hiểm nguy, vào năm 1529 quân Thổ Nhĩ Kỳ vây hãm thành Viên nhưng bị đẩy lui. Sau đó, họ vẫn tấn công dữ dội vào thung lũng sông Danube. Theo thỏa thuận vào năm 1558, xứ Hungary bị chia cắt: Áo chiếm lĩnh miền Tây; miền Trung Hungary, có cả cố đô Budapest rơi vào tay Thổ Nhĩ Kỳ, xứ Transylvannia thì trở thành một Công quốc do Thổ Nhĩ Kỳ bảo hộ. Sau đó, quân Áo và quân Thổ vẫn tiếp tục đụng độ nhau cho đến năm 1568, với Hòa ước Adrianople, Triều đình Áo phải triều cống cho Thổ Nhĩ Kỳ.
Tại vùng Địa Trung Hải, quân Thổ Nhĩ Kỳ tấn công đảo Ródos, các Hiệp sĩ Cứu tế phải đầu hàng (1522). Quân Thổ lần lượt chiếm đóng xứ Algérie (1529), xứ Tripoli (1551), xứ Síp (1571) và xứ Tunis (1574). Quân Thổ cũng tấn công ác liệt vào xứ Malta nhưng bị đẩy lui (1565). Vào năm 1571, một cuộc Thập Tự Chinh cuối cùng bùng nổ: Hải quân Tây Ban Nha - Venezia - Genoa đại phá Hải quân Thổ Nhĩ Kỳ trong trận Lepanto. Với các cuộc chinh phạt của quân Thổ Nhĩ Kỳ, nền văn minh châu Âu đã phải hứng chịu ảnh hưởng từ Thổ, là lần đầu tiên người châu Âu nếm mùi phong cách phương Đông. Và, khi cuộc cải cách Kháng Cách đang lên tới đỉnh cao thì quân Thổ Nhĩ Kỳ giao chiến ác liệt với quân Công giáo, do đó Sultan trở thành đồng minh thân cận nhất của Luther.

### Cuộc chiến tranh Ba mươi năm và trào lưu Khai sáng

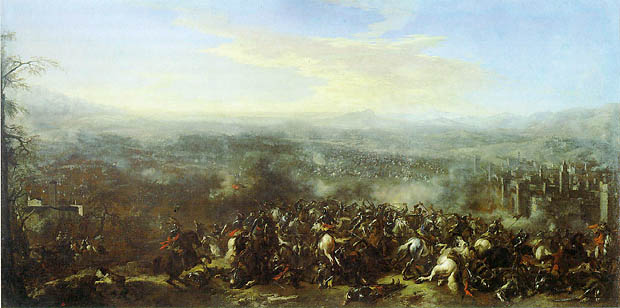
Trận Nördlingen trong cuộc Chiến tranh ba mươi năm.

Trong suốt thời kỳ đầu giai đoạn này, chủ nghĩa tư bản (thông qua Chủ nghĩa trọng thương) đã thay thế chế độ phong kiến trở thành hình thức tổ chức kinh tế chủ chốt, ít nhất ở nửa phía tây châu Âu. Sự mở rộng các biên giới thuộc địa dẫn tới một cuộc Cách mạng thương mại. Giai đoạn này đáng chú ý ở sự nổi lên của khoa học hiện đại và sự áp dụng các thành tựu khoa học vào cải tiến kỹ thuật, dẫn tới cuộc Cách mạng công nghiệp. Sự khai thác Thế giới mới của Bán đảo Iberia (Tây Ban Nha và Bồ Đào Nha, bắt đầu tư chuyến đi về phía tây của Christopher Columbus nhằm tìm kiếm một con đường thương mại ngắn hơn tới Đông Ấn năm 1492, nhanh chóng gặp sự cạnh tranh của người Anh và người Pháp. Các hình thức thương mại và mở rộng thương mại hình thành nên các hình thức chính phủ, luật pháp và kinh tế mới cần thiết.
Cuộc cải cách đã làm tổn hại lớn tới sự thống nhất của châu Âu. Không chỉ các quốc gia bị chia rẽ khỏi nhau mà cả giữa phương hướng tôn giáo của họ, nhưng một số nước còn bị chia rẽ từ bên trong bởi các cuộc tranh giành tôn giáo, được ủng hộ mạnh từ các kẻ thù bên ngoài. Trong thế kỷ 16 Pháp đã trải qua tình trạng này với một loạt những cuộc xung đột được gọi là Các cuộc chiến tranh tôn giáo Pháp, chấm dứt với sự thắng lợi của Triều đại Bourbon. Anh Quốc tránh được trong một giai đoạn và xử lý được dưới thời Nữ hoàng Elizabeth để xoa dịu Giáo phái Anh. Đa phần nước Đức hiện đại ngày nay được hình thành nên từ nhiều quốc gia có chủ quyền nhỏ dưới hình thức Đế chế La Mã thần thánh lý thuyết. Vương quốc Ba Lan và Đại Công quốc Litva đáng chú ý ở thời điểm này về sự không quan tâm đến tôn giáo và nói chung miễn nhiễm với các cuộc tranh giành tôn giáo ở châu Âu.
Cuộc chiến tranh ba mươi năm từ 1618 tới 1648, chủ yếu diễn ra trên lãnh thổ Đức ngày nay, và liên quan tới hầu hết cường quốc châu Âu. Khởi đầu như một cuộc xung đột tôn giáo giữa những người Tin Lành và Công giáo trong Đế chế La Mã thần thánh, nó dần phát triển thành một cuộc chiến của hầu hết châu Âu, vì các lý do không nhất thiết liên quan tới tôn giáo. Từ năm 1630 cho đến năm 1635, quân Thụy Điển can thiệp vào cuộc chiến, vua Gustav II Adolf kéo quân lên đánh vào năm 1631. Ông đánh tan tác quân Công giáo trong các trận Breitenfeld và Lützen - nơi ông hy sinh. Tác động chính của cuộc chiến tranh, trong đó các đội quân vụ lợi được sử dụng rộng rãi, là sự tàn phá với toàn bộ vùng. Các giai đoạn bùng phát của nạn đói và bệnh dịch làm sút giảm dân số các lãnh thổ Đức, ở một mức độ thấp hơn gồm cả Các quốc gia vùng thấp và Ý, và làm kiệt quệ các cường quốc tham gia. Khoảng một phần tư tới một phần ba dân số Đức thiệt mạng vì các nguyên nhân chiến tranh hay bởi nạn đói liên quan tới chiến tranh. Cuộc chiến kéo dài ba mươi năm, nhưng những cuộc xung đột dẫn đến nó tiếp tục không được giải quyết trong khoảng thời gian lâu hơn thế.

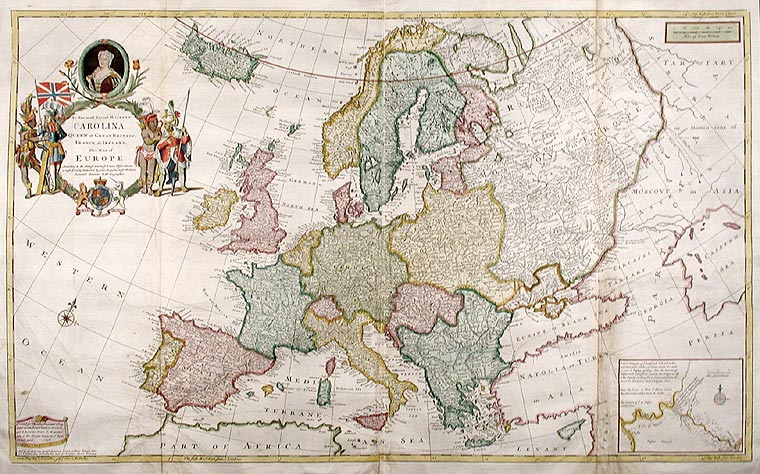
Sau Hòa bình Westphalia, các biên giới châu Âu vẫn ổn định năm 1708

Sau Hòa bình Westphalia chấm dứt chiến tranh có lợi cho các quốc gia quyết định liên minh tôn giáo của riêng mình, chế độ quân chủ chuyên chế trở thành tiêu chuẩn của châu lục, tuy nhiều phần của châu Âu đã thử nghiệm hình thức lập hiến với ảnh hưởng từ cuộc Nội chiến Anh và đặc biệt là cuộc Cách mạng Vinh Quang - được xem là một cuộc Cách mạng không đổ máu. Xung đột quân sự ở châu Âu không dừng lại, nhưng ít tính phá hủy hơn với đời sống châu Âu. Trong cuộc mở rộng về phía tây bắc, Thời đại Khai sáng đã mang lại một căn bản triết học cho tầm nhìn mới, và sự mở rộng tiếp tục của tri thức, được tăng cường bởi báo in, tạo ra các lực đẩy phi tôn giáo mới trong ý tưởng. Một lần nữa, Vương quốc Ba Lan và Đại Công quốc Litva lại đứng ngoài trào lưu này, với cái gọi là Tự do vàng kiểu dân chủ của riêng nó.
Đông Âu là một khu vực tranh giành ảnh hưởng giữa Thụy Điển, Vương quốc Ba Lan và Đại Công quốc Litva và Đế chế Ottoman. Quân Thổ Nhĩ Kỳ Ottoman kéo đến sông Dniester, và phải nếm mùi sức mạnh của Kỵ binh nhẹ Ba Lan trong trận Chocim. Quân Thổ lại vây hãm thành Viên vào năm 1683, nhưng bị đánh tan tác trong trận Viên. Đế quốc Ottoman suy yếu. Một kiệt tướng của Quân đội Áo là Eugène de Savoie-Carignan vào năm 1717, nhưng quân Áo thua trận, lại mất thành về tay quân Thổ vào năm 1739. Quân Áo giải phóng xứ Hungary khỏi ách đô hộ của Thổ, nhưng nhanh chóng lộ ra bộ mặt giả nhân giả nghĩa của họ. Vào năm 1687, Áo xóa bỏ nền quân chủ bầu cử lâu đời của nhân dân Hungary. Quốc hội Quý tộc Hungary thì trở thành những người chép sổ Thánh chỉ của Hoàng gia Áo. Áo cũng tiêu diệt "quyền kháng cự" của tầng lớp quý tộc Magyar xưa. Với việc vua Jan III Sobieski giúp quân Áo đuổi quân Thổ ra khỏi thành Viên thì Ba Lan trở thành một cường quốc quân sự lớn, nhưng giai đoạn phát triển của Ba Lan đã sắp chấm dứt. Vua Jan III Sobieski chỉ lo tìm kiếm vinh quang, mà ông ta không hề để tâm đến những vấn đề nội bộ. Song, ông ta vẫn cứ giành sức lực mà đánh quân Thổ Nhĩ Kỳ. Sau khi vua Jan III Sobieski qua đời vào năm 1696, Vương quốc Ba Lan và Đại Công quốc Litva suy yếu, chịu ảnh hưởng từ Nga. Còn Đế quốc Thụy Điển thì suy vong nghiêm trọng sau những cuộc chiến của vua Karl XII (trị vì: 1697 - 1718). Vị vua - chiến binh này trở thành "Hùng sư của phương Bắc" nhưng theo nhà triết học Voltaire, thất bại của ông đã để lại bài học cho đời sau.
Với những cuộc đấu tranh anh dũng, nước Nga - quốc gia lớn nhất của châu Âu, vươn lên hàng liệt cường. Nga hoàng Pyotr Đại Đế (trị vì: 1682 - 1725) là một vị vua lớn của Vương triều Romanov, có nhân cách khác thường. Trong các năm 1697 - 1697, ông viếng thăm các nước Tây Âu, và về nước với quyết định đổi mới đất nước, dựng nghiệp lớn xóa bỏ một nước Nga lạc hậu xưa cũ. Ông học theo công nghệ Tây Âu và xây dựng Quân đội Nga và Hải quân Nga. Ông ao ước nước Nga có một cảng dễ thông thương với Tây Âu. Nhưng thời bấy giờ, một liệt cường châu Âu là Thụy Điển đã nắm quyền thống trị vùng Baltic. Trong một cuộc chiến lâu dài và khốc liệt với quân Thụy Điển, ông bị quân Thụy Điển ít ỏi hơn của vua Karl XII đánh bại trong trận Narva (1700). Nhưng trong khi vua Karl XII xâm lược Ba Lan thì ông xuất binh đánh Thụy Điển, chiếm được nhiều vùng đất và phát triển quân đội. Cuối cùng, với chiến thắng oanh liệt trong trận Poltava vào năm 1709, ông đưa nước Nga vươn lên và xóa bỏ vai trò liệt cường của Thụy Điển. Vinh quang của vua Karl XII đã vĩnh viễn bị phá vỡ tại đây. Khi vua Karl XII chết vào năm 1718, quân Nga vẫn đánh phá dữ dội vào Vương quốc Thụy Điển. Với Hiệp định Nga - Thụy Điển vào năm 1721, ông giành chiến thắng và chiếm được những vùng đất mà ông mong muốn. Ông xây dựng kinh thành Sankt-Peterburg vào năm 1703, để cho nước Nga dễ bề nhìn về phương Tây. Ông qua đời vào năm 1725, với Đế quốc Nga trở nên hùng mạnh. Các vị Nữ hoàng Nga Anna, Elizaveta Petrovna và Ekaterina II đều lên ngôi với sự hỗ trợ của quân đội. Cũng giống như vua Friedrich II Đại Đế của Phổ, danh tướng Nga Pyotr Aleksandrovich Rumyantsev là một bậc thầy truyền cảm binh sĩ, do đó ông rất được lòng toàn quân.

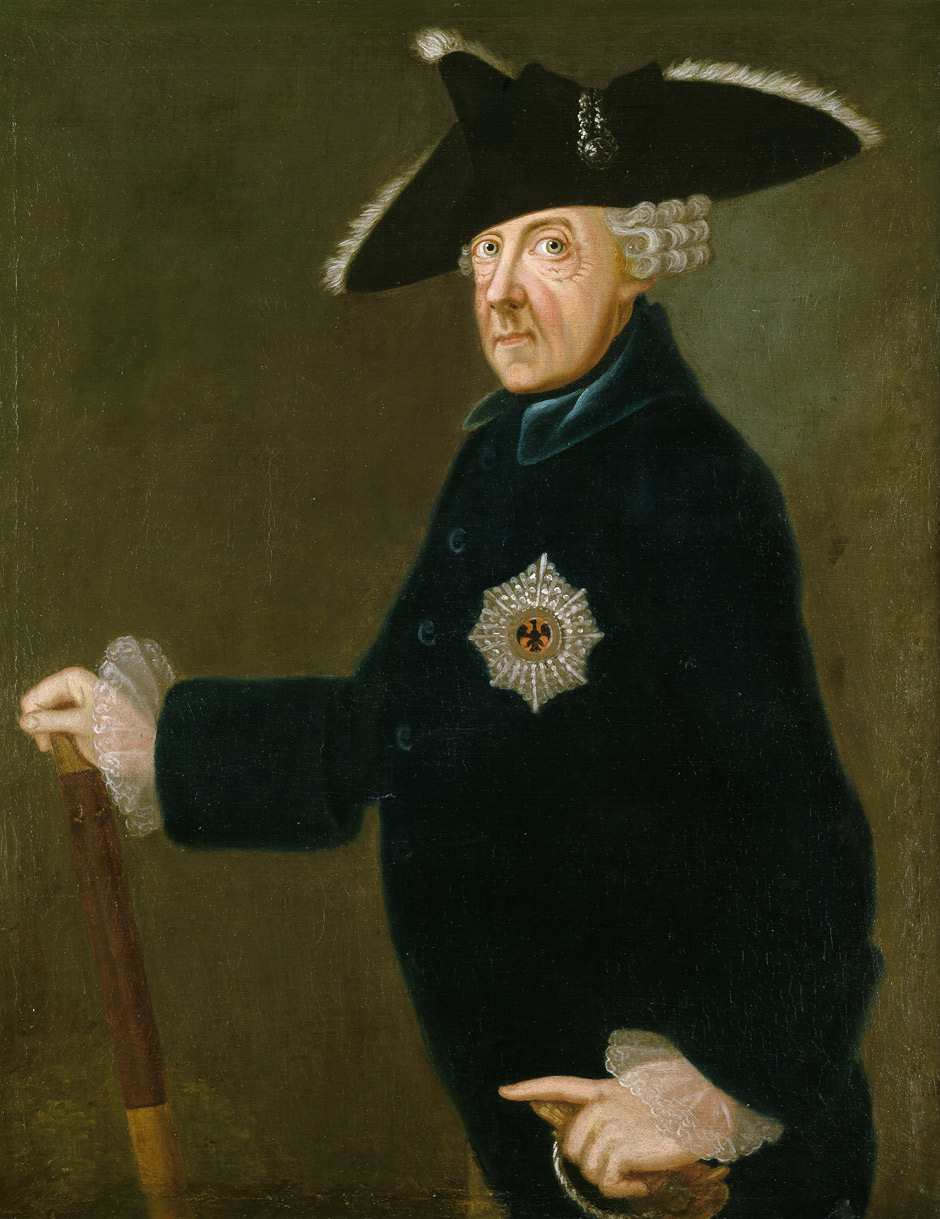
Vua Friedrich II Đại Đế viết tác phẩm "Chống chủ nghĩa Quyền thuật" (Anti-Machiavel) vào năm 1739, theo đó ông tố cáo những tư tưởng chuyên chế của Machiavelli. Song, ông còn là một trong những vị "Đại Danh tướng" (Great Captains) hiếm có trong lịch sử. Những chiến công hiển hách của ông giúp ông trở thành "nhân vật số một của thế kỷ".

Tuy là một quốc gia bé nhỏ, nước Vương quốc Phổ - Brandenburg vươn lên phát triển cường thịnh, lên tới cực điểm vinh quang vào thế kỷ 18. Các đời vua Phổ lập nên một bộ máy hành chính vô cùng hữu hiệu, với một lực lượng quân đội thường trực. Các vua Friedrich I (trị vì: 1688 - 1713) và Friedrich Wilhelm I (trị vì: 1713 - 1740) xây dựng đất nước. Nước Phổ tham gia liên minh trong cuộc Chiến tranh Kế vị Tây Ban Nha và Đại chiến Bắc Âu, mang lại những thành quả quan trọng là chiếm được các xứ Tây Pomerania và Stettin. Thời bấy giờ, các Sĩ quan Quân đội Phổ học được những bí quyết đểJohn Churchill, Công tước thứ nhất của Marlborough đánh tan tác quân Pháp của vua Louis XIV, góp phần xây dựng truyền thống quân sự Phổ. Kỷ luật khe khắt của Quân đội Phổ, lòng trung thành của thần dân đối với Vương triều, và những phát triển của văn hóa - giáo dục đã làm nên một "hào khí Phổ" có một không hai.
Vua Friedrich II Đại Đế (trị vì: 1740 - 1786), để "gặt hái huy hoàng", đã tiến hành chinh phạt tỉnh Silesia của Áo vào năm 1740, và giữ vững tỉnh này sau hai cuộc chiến tranh Silesia đầu tiên (1740 - 1745). Với những chiến thắng lừng lẫy của ông trong các trận đánh tại Hohenfriedberg, Soor và Hennesdorf, người châu Âu tin ông bất khả chiến bại. Nước Phổ vươn lên thành một liệt cường trên đất Đức và cả châu Âu, và giờ đây người chiến binh tham vọng ngồi trên ngai vàng Phổ lại trở thành một vị Quốc vương sáng suốt, hiếu hòa, tiếp cận với chủ nghĩa nhân đạo và triết học trong những năm tháng vàng son của ông tại Cung điện Sans Souci, Potsdam. "Nhà triết học khu Sans Souci" naỳ trở thành bạn thần của nhà triết học Pháp nổi tiếng của trào lưu Khai sáng khi ấy là Voltaire. Là một người độc lập tư tưởng và là người con của trào lưu Khai sáng, ông luôn luôn thán phục thiên tài của đại văn hào Voltaire. Ông cũng viết văn, theo thuyết khuyển nho hóm hỉnh, và cải cách Luật pháp.
Là một vị vua vĩ đại và chiến thắng, Ông rất được lòng toàn quân và toàn dân, do đó chủ nghĩa yêu nước bắt đầu có mầm mống ở Vương quốc Phổ. Với một cường quốc mới mẻ thì vua Friedrich II Đại Đế cũng phải đương đầu với những thử thách trên chính trường Âu châu. Trong cuộc Chiến tranh Bảy năm (1756 - 1763), ông phải liên minh với Anh để chống nhau với đại liên quân Áo - Nga - Pháp - Thụy Điển - Sachsen để bảo vệ uy thế của đất nước. Những chiến thắng oanh liệt của Quân đội Phổ trong các trận đánh tại Rossbach, Leuthen hay Liegnitz đem lại niềm vinh quang cho họ, và thậm chí cho toàn bộ dân tộc Đức. Với chiến thuật "đánh dọc sườn", chiến thắng tại Leuthen của ông trở thành trận thắng hiển hách nhất thời đại. Trong các năm 1762 - 1763, liên quân Anh - Phổ tan rã, trong khi nước Nga và Thụy Điển đều rút khỏi chiến tranh. Trong khi Anh Quốc chiếm được nhiều thuộc địa, quân Phổ đánh tan tác quân Áo, các nước chư hầu Đức của Áo sẵn sàng đàm phán với vua Phổ. Ba nước Áo, Phổ và Sachsen ký kết Hiệp định Hubertusburg (1763), lòng quyết chí của vua Friedrich II Đại Đế đã đem lại toàn thắng cho ông. Thế bá chủ của Pháp khi xưa, nay bị phá vỡ, danh tiếng của nước Phổ vang xa. Nhà vua có được danh tiếng chính trị.
Do nước Phổ bị cô lập nên nhà vua liên minh với Nga vào năm 1764. Vào năm 1772, ba nền quân chủ lớn của châu Âu khi đó là Phổ, Áo và Nga tiến hành cuộc chia cắt Ba Lan lần thứ nhất, với lợi thế lớn lao của nước Phổ. Nhiều người Do Thái Ba Lan đã di cư tới Tây Âu, lập nên các cộng đồng Do Thái tại các địa điểm trước đây họ đã bị trục xuất đi trong Thời Trung Cổ. Trong các thập niên 1770 và 1780, dưới triều vị Hoàng đế hiếu chiến Joseph II, nước Áo theo đuổi một chính sách tham vọng, bị vua Friedrich II Đại Đế đẩy lùi trong cuộc Chiến tranh Kế vị Bayern (1778 - 1779). Sau khi liên minh Áo - Nga được thiết lập để cô lập ông vào năm 1781, ông thiết lập "Liên minh các Vương hầu" (1785), một lần nữa đẩy lui Áo và cho thấy trong những ngày cuối đời mình, ông đã chìm đắm dưới ánh hoàng hôn chói lọi của một vị anh hùng dân tộc Đại Đức. Ông qua đời vào năm 1786, và cháu ông là vua Friedrich Wilhelm II lên nối ngôi. Khác với người bác là vua Friedrich II Đại Đế, vua Friedrich Wilhelm II không hề có nhiệt huyết. Trong giai đoạn này, Ba Lan lại bị chia cắt thêm hai lần nữa. Vua Friedrich Wilhelm III lên thay, cũng chỉ phụ thuộc vào quần thần.

## Từ năm 1789 tới 1914

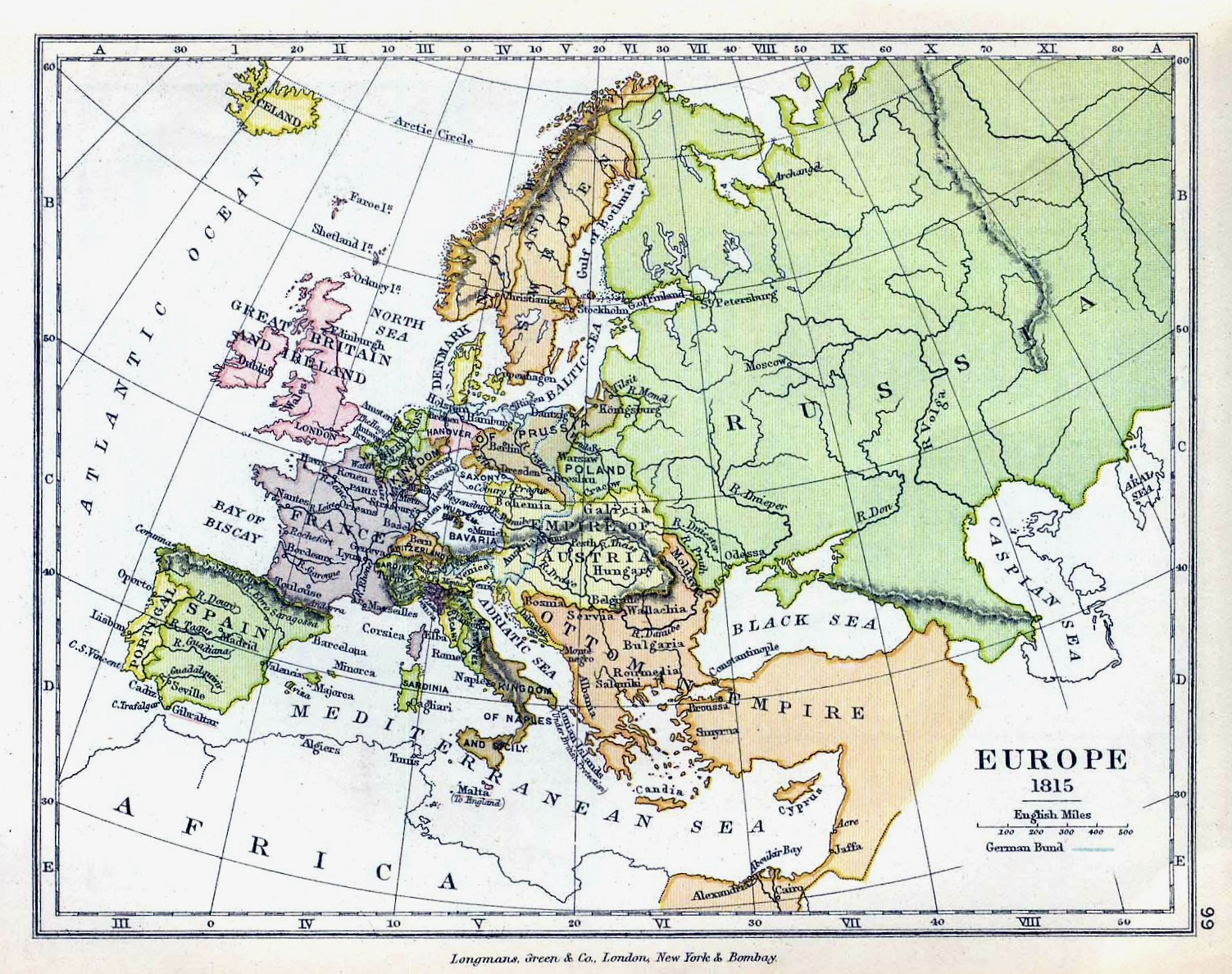
Năm 1815 các biên giới châu Âu đã được tái lập, quân đội của Napoleon đã làm thay đổi tận gốc rễ các biên giới châu Âu

"Thế kỷ 19 lâu dài", từ 1789 tới 1914 chứng kiến những sự thay đổi xã hội, chính trị và kinh tế căn bản bắt nguồn từ cuộc Cách mạng Công nghiệp, Cách mạng Pháp và Các cuộc chiến tranh Napoleon, và sau sự tái tổ chức bản đồ chính trị châu Âu tại Hội nghị Viên năm 1815, sự nổi lên của Chủ nghĩa quốc gia, sự trỗi dậy của Đế chế Nga và thời kỳ đỉnh cao của Đế chế Anh, song hành với sự suy tàn của Đế chế Ottoman. Cuối cùng, sự nổi lên của Đế chế Đức và Đế chế Áo-Hung bắt đầu một loạt sự kiện sẽ dẫn tới sự bùng nổ của Chiến tranh thế giới lần thứ nhất năm 1914.

### Cách mạng công nghiệp

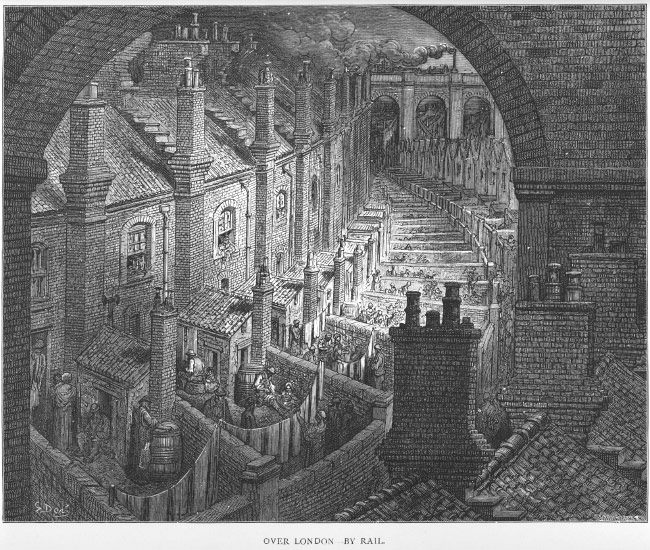
Bầu trời đầy ống khói của thủ đô Luân Đôn năm 1870, của Gustave Doré

Cách mạng Công nghiệp là một giai đoạn cuối thế kỷ 18 đầu thế kỷ 19 khi những thay đổi lớn trong nông nghiệp, chế tạo, và vận tải đã đưa tới tác động sâu rộng trong các điều kiện kinh tế xã hội và văn hóa tại Anh Quốc và sau đó lan ra khắp châu Âu và Bắc Mỹ và cuối cùng là cả thế giới, một quá trình tiếp tục như công nghiệp hóa. Ở cuối những năm 1700 nền kinh tế dựa trên lao động thủ công của Vương quốc Anh bắt đầu bị thay thế bởi nền kinh tế công nghiệp và chế tạo bằng máy móc. Nó khởi đầu với sự cơ khí hóa trong ngành công nghiệp dệt, sự phát triển của các kỹ thuật gia công thép và sự tăng cường sử dụng than tinh chế. Khi nó đã bắt đầu. Sự mở rộng thương nghiệp được tạo điều kiện thuận lợi nhờ các kênh đào, đường sá được nâng cấp và đường sắt. Sự ra đời của động cơ hơi nước (chủ yếu sử dụng than) và máy móc cơ khí (chủ yếu trong ngành dệt) đã tạo cơ sở cho sự gia tăng mạnh trong năng suất chế tạo. Sự phát triển của các dụng cụ máy bằng sắt hoàn toàn trong hai thập kỷ đầu tiên của thế kỷ 19 đã tạo điều kiện cho việc sản xuất thêm các máy móc chế tạo sử dụng trong các ngành công nghiệp khác. Các hiệu ứng của nó lan khắp Tây Âu và Bắc Mỹ trong thế kỷ 19, cuối cùng ảnh hưởng tới toàn bộ thế giới. Ảnh hưởng của nó trong việc làm thay đổi xã hội cực kỳ to lớn.

### Biến động chính trị và sự hình thành các quốc gia

Phá ngục Bastille trong Cách mạng Pháp năm 1789

Năm 1776, bên kia Đại Tây Dương, nước Mỹ ra đời. Sự can thiệp của Pháp vào cuộc Chiến tranh Cách mạng Mỹ đã làm cho nước này suy sụp, nước Pháp biến động dẫn tới Cách mạng Pháp. Nước Pháp Cộng hòa ra đời (1782) nhưng chỉ tồn tại đến năm 1799 khi Napoleon tuyên bố chuyển nước Pháp từ Cộng hòa sang chế độ Tổng Tài.
Nước Pháp dưới thời Napoleon trở nên hùng mạnh, liên tiếp thực hiện các cuộc chiến tranh với các nước châu Âu khác để tranh giành lãnh thổ. Ông đã chinh phục những vùng rộng lớn của Ý và buộc người Áo phải đàm phán hòa bình. Ông ta xâm lược Ai Cập, đánh bại quân Mamluk nhưng Hải quân Anh do Đô đốc Horatio Nelson thống lĩnh đại phá Hải quân Pháp trong trận vịnh Aboukir (1799), làm thất bại cuộc xâm lược Ai Cập của Napoléon. Vào năm 1799, ông quay trở về từ Ai Cập và vào ngày 18 Brumaire (9 tháng 11) lật đổ chính phủ, thay thế nó bằng chế độ Tổng tài, trong đó ông là Đệ nhất Tổng tài. Vào năm 1801, đồng minh của ông ta là Hải quân Đan Mạch bị Hải quân Anh của Nelson đập tan tác trong trận Copenhagen. Ngày 2 tháng 12 năm 1804, sau một âm mưu ám sát bất thành, ông tự tuyên bố mình là Hoàng đế. Năm 1805, Napoleon dự định xâm lược Anh, nhưng một liên minh mới giữa Anh và Nga cùng Áo (Liên minh thứ ba), đã buộc ông phải hướng sự chú ý vào trong lục địa, tuy cùng lúc ấy không thể đánh lừa hạm đội hùng mạnh của Anh rời khỏi English Channel, chấm dứt trong một chiến thắng quyết định của Anh tại Trận Trafalgar ngày 21 tháng 10 đặt dấu chấm hết cho những hy vọng xâm lược Anh của Napoléon. Nelson hy sinh trong trận này, trở thành anh hùng dân tộc của nước Anh. Vào ngày 2 tháng 12 năm 1805, Napoleon đánh bại liên quân Áo-Nga có số lượng đông đảo hơn tại Austerlitz, buộc Áo rút lui khỏi liên minh (xem Hiệp ước Pressburg) và giải tán Đế chế La Mã thần thánh. Năm 1806, một Liên minh thứ tư được thiết lập, ngày 14 tháng 10 Napoleon đánh bại Quân đội Phổ trong Trận Jena-Auerstedt, nhưng Quân đội Phổ giữ được pháo đài Kolberg. Napoléon còn đi qua Đức và đánh bại quân Nga ngày 14 tháng 7 năm 1807 trong trận đánh tại Friedland, Hiệp ước Tilsit phân chia châu Âu giữa Pháp và Nga và tạo ra Công quốc Warszawa.
Ngày 12 tháng 6 năm 1812 Napoleon xâm lược Nga với một Grande Armée (Đại quân) gần 700,000 người. Sau khi có được những thắng lợi tại Smolensk và Borodino Napoleon chiếm Mát-xcơ-va, nhưng chỉ là một thành phố đã bị quân đội Nga rút lui đốt cháy, và phải đối mặt với bệnh dịch và đói khát. Chỉ 20,000 quân sống sót sau chiến dịch. Tới năm 1813, Nữ thần vận may đã rời bỏ Napoleon, sau khi bị đội quân bảy nước đánh bại tại Trận Leipzig tháng 10 năm 1813. Ông bị buộc thoái vị sau Chiến dịch sáu ngày và Paris bị chiếm đóng, theo Hiệp ước Fontainebleau Napoleon bị trục xuất tới đảo Elba. Ông quay về Pháp ngày 1 tháng 3 năm 1815 (xem Một trăm ngày), tái lập một quân đội, nhưng bị lực lượng Anh và Phổ đánh bại hoàn toàn tại Trận Waterloo ngày 18 tháng 6 năm 1815. Các cuộc chiến tranh Napoleon chấm dứt.

#### Sự trỗi dậy của các quốc gia

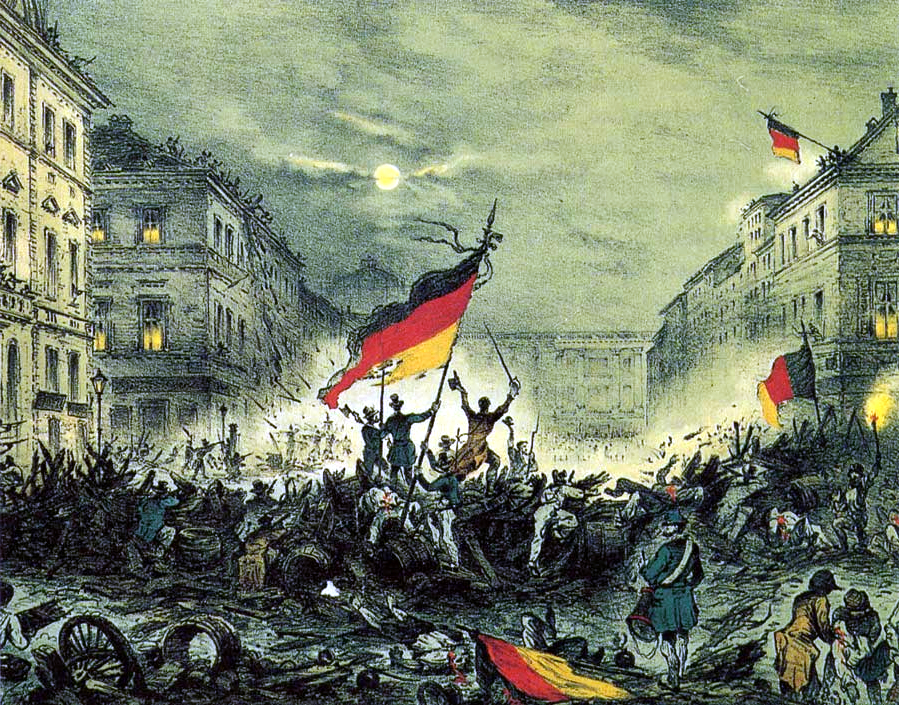
Mừng thắng lợi Các cuộc cách mạng 1848 tại Berlin

Sau khi đánh bại Pháp, vào năm 1815, tại Hội nghị Viên, Áo, (en: Congress of Vienna), các cường quốc lớn của châu Âu tìm cách thiết lập một sự cân bằng quyền lực hòa bình giữa các đế chế sau các cuộc chiến tranh Napoleon theo hệ thống Metternich. Các nước thắng trận phân chia lại các lãnh thổ châu Âu, đặc biệt là các vùng đất lấy được từ Pháp. Đế quốc Áo chiếm được nhiều vùng lãnh thổ nhất, ví dụ như Ba Lan, Bohemia, Slovakia, một phần của Italia, Slovenia, Croatia...
Thế kỷ 19, nhiều phong trào đòi độc lập diễn ra, đặc biệt là của người Đức và người Ý. Sự bất ổn càng tăng thêm từ sự thành lập của nhiều phong trào quốc gia (tại Đức, Ý, Ba Lan, Hungary, v.v...), tìm cách thống nhất quốc gia và/hay giải phóng khỏi sự cai trị của các Đế quốc như Áo, Ottoma. Thế kỷ 19 cũng chứng kiến sự xuất hiện của Đế chế Anh như cường quốc số một thế giới phần lớn nhờ cuộc Cách mạng Công nghiệp và thắng lợi sau những cuộc chiến tranh Napoleon.
Đồng thời nhiều luồng tư tưởng mới ảnh hưởng tới chính trị châu Âu: tầng lớp trung lưu đã bị ảnh hưởng sâu sắc từ các ý tưởng dân chủ của cuộc cách mạng Pháp, cuộc Cách mạng công nghiệp đã mang lại những thay đổi kinh tế và xã hội quan trọng, các tầng lớp thấp bắt đầu bị ảnh hưởng bởi các ý tưởng chủ nghĩa xã hội, cộng sản và vô chính phủ, và mong muốn của tầng lớp tư bản mới là Chủ nghĩa tự do.
Giai đoạn từ 1815 tới 1871 chứng kiến nhiều nỗ lực cách mạng và các cuộc chiến tranh giành độc lập khỏi tầm ảnh hưởng của các Đế chế. Napoleon III, cháu của Napoleon I, quay trở về từ nơi bị trục xuất là Anh Quốc năm 1848 và được bầu vào nghị viện Pháp, và sau đó là "Hoàng thân Tổng thống" trong một cuộc đảo chính tự phong mình làm Hoàng đế, một hành động sau này đã được đa số cử tri Pháp phê chuẩn. Ông đã giúp đỡ cho sự thống nhất của Ý khi chiến đấu chống lại Đế chế Áo và trong cuộc Chiến tranh Crimea với Anh và Đế chế Ottoman chống lại Nga. Đế chế của ông sụp đổ sau một thất bại nặng của Pháp trước người Phổ khiến ông bị bắt giữ. Sau đó Pháp trở thành một nhà nước cộng hòa yếu ớt từ chối đàm phán và bị Phổ đánh bại sau ít tháng.
Đế chế Áo mất dần đất bởi các quốc gia tuyên bố thành lập. Tuy nhiên, nước này cũng có một thỏa ước với Hungary. Năm 1867, Đế quốc Áo-Hung thành lập và tồn tại cho đến Chiến tranh thế giới thứ I.
Tại Versailles, Vua Wilhelm I của Phổ tuyên bố trở thành Hoàng đế Đức, và nhà nước Đức hiện đại đã ra đời. Nhiều nước châu Âu đã trở thành những quốc gia lập hiến (chứ không phải là chuyên chế) ở thời điểm năm 1871, và Đức cùng Ý đã phát triển trở thành các quốc gia. Hoàng đế Friedrich III lên thay vua cha Wilhelm I, ông là một vị vua mạnh mẽ, gắn liền với phong trào tự do Đức thời đó. Thế nhưng ông mất sớm vào năm 1888.
Bên cạnh cạnh tranh với nhau, các nước châu Âu trong thời gian này tiếp tục tích cực đi xâm chiếm thuộc địa. Với tiến bộ khoa học quân sự đạt được, họ càng có thế mạnh trong các cuộc chiến tranh xâm lược tại châu Á, châu Phi và Mỹ Latin. Xem thêm Các đế chế thuộc địa và Lịch sử Chủ nghĩa thực dân. Với tiền của bóc lột được tại các thuộc địa cũng như tích lũy được từ Cuộc Cách mạng công nghiệp, hình thành các đế chế hùng mạnh tại châu Âu, điển hình gồm Đế chế Habsburg hay là Đế chế Áo-Hung, Đế chế Nga, Đế chế thuộc địa Pháp, Đế chế Anh, Đế chế Hà Lan.

Cuộc Triển lãm Thế giới tại Paris năm 1884

Hòa bình chỉ kéo dài tới khi Đế chế Ottoman đã suy tàn tới mức trở thành miếng mồi cho các cường quốc khác. (Xem Lịch sử vùng Balkan.) Nó gây ra cuộc Chiến tranh Crimea năm 1854 và bắt đầu một giai đoạn của những cuộc xung đột nhỏ liên tục giữa các đế chế châu Âu đang mở rộng ra toàn thế giới và đặt cơ sở cho Chiến tranh thế giới lần thứ nhất. Nó thay đổi lần thứ ba với sự chấm dứt của nhiều cuộc chiến khiến Vương quốc Sardegna và Vương quốc Phổ bị sáp nhập trở thành một phần của Ý và Đức, làm thay đổi mạnh cán cân quyền lực ở châu Âu. Từ năm 1870, triều đình Bismarck đã đẩy châu Âu vào một tình thế nghiêm trọng. Đức dần tái lập các quan hệ, tìm kiếm các liên minh với Nga và Anh, để điều khiển quyền lực ngày càng tăng của Đức. Theo cách này, hai phía đối lập hình thành nên ở châu Âu, cải thiện các lực lượng quân đội và đồng minh theo thời gian.
Công ước Berlin 1881 dẫn tới sự hình thành một số quốc gia mới tại vùng Balkan, như Serbia, România, Bulgaria.

## Từ năm 1914 tới 1991

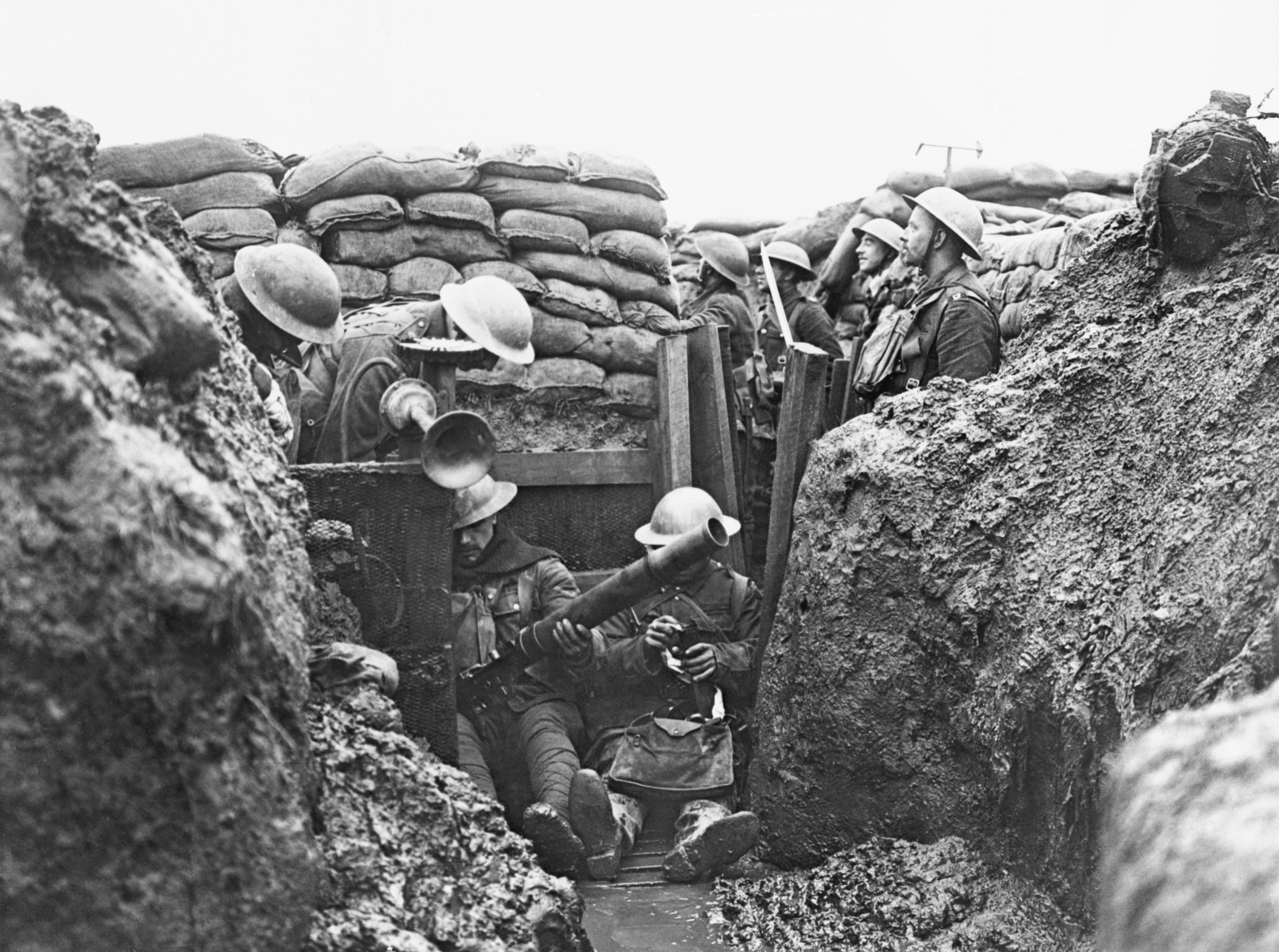
Hầm hào trở thành một trong những biểu tượng mạnh nhất của Chiến tranh thế giới lần thứ nhất.

"Thế kỷ hai mươi ngắn", từ năm 1914 tới năm 1991, chứng kiến cuộc Chiến tranh thế giới lần thứ nhất, Chiến tranh thế giới lần thứ hai và Chiến tranh Lạnh, với sự trỗi dậy và sụp đổ của Phát xít Đức và của Liên bang Xô viết.
Các sự kiện thảm họa đánh dấu sự chấm dứt của các đế chế thuộc địa và dẫn tới sự mở rộng của quá trình giải thực. Sự sụp đổ của Liên bang Xô viết năm 1989 tới 1991 khiến Hoa Kỳ trở thành siêu cường duy nhất trên thế giới và dẫn tới sự sụp đổ của Bức màn sắt, sự thống nhất nước Đức và một quá trình hội nhập châu Âu đang diễn ra ngày càng nhanh chóng.

### Khải huyền
Sau một sự hòa bình khá mong manh trong hầu hết thế kỷ 19, sự đối đầu giữa các cường quốc châu Âu nổ ra năm 1914, khi Chiến tranh thế giới lần thứ nhất bắt đầu. Hơn 60 triệu binh sĩ châu Âu được huy động trong giai đoạn 1914 – 1918. Một bên là Đức, Áo-Hung, Đế chế Ottoman và Bulgaria (Liên minh trung tâm/Liên minh ba nước), phía bên kia là Serbia và Đồng minh ba nước - liên minh lỏng lẻo gồm Pháp, Anh Quốc và Nga, với Ý gia nhập năm 1915 và Hoa Kỳ năm 1917. Dù có sự rút lui của Nga năm 1917 (cuộc chiến là một trong những nguyên nhân chính của cuộc Cách mạng Nga, dãn tới sự thành lập nhà nước Liên bang Xô viết), Liên minh cuối cùng chấm dứt vào mùa hè năm 1918.
Theo Hiệp ước Versailles (1919) các nước thắng trận đặt ra các điều kiện khá khắt khe với Đức và công nhận các nước mới như Ba Lan, Tiệp Khắc, Hungary, Áo, Nam Tư, Phần Lan, Estonia, Latvia, Litva) được thành lập ở Trung Âu bên ngoài các đế chế Đức, Áo-Hung, Nga không còn tồn tại nữa, được cho là căn bản của sự tự quyết dân tộc. Đa số các quốc gia này tham gia vào các cuộc chiến tranh địa phương, cuộc chiến lớn nhất là Chiến tranh Ba Lan-Xô viết (1919-1921). Trong những thập kỷ sau đó, nỗi sợ hãi Chủ nghĩa Cộng sản và Đại giảm phát giai đoạn 1929-1933 dẫn tới sự trỗi dậy của các chính phủ quốc gia cực đoan –  thỉnh thoảng được liên minh lỏng lẻo dưới tên gọi chủ nghĩa phát xít –  tại Ý (1922), Đức (1933), Tây Ban Nha (sau một cuộc nội chiến chấm dứt năm 1939) và các quốc gia khác như Hungary.

"Hòa bình, Bánh mì và Ruộng đất" là khẩu hiệu cách mạng của đảng Bolshevik và Lenin với người dân Nga, đã kiệt lực vì chiến tranh

Sau khi liên minh với nước Ý của Mussolini trong "Hiệp ước Thép" và ký một hiệp ước không xâm phạm lẫn nhau với Liên bang Xô viết, và một quá trình xây dựng quân đội ở cuối những năm 1930 độc tài người Đức Adolf Hitler bắt đầu cuộc Chiến tranh thế giới lần thứ hai ngày 1 tháng 9 năm 1939 tấn công Ba Lan. Sau những thắng lợi ban đầu (chủ yếu chinh phục phía tây Ba Lan, đa phần Scandinavia, Pháp và Balkan trước năm 1941) phe Trục bắt đầu mở rộng năm 1941. Tư tưởng thù địch của Hitler là những người Cộng sản tại Nga nhưng bởi nước Đức không thể đánh bại Anh Quốc và Ý đã thất bại ở Bắc Phi và Địa Trung Hải lực lượng phe trục bị chia rẽ giữa các đơn vị đồn trú ở Tây Âu và Scandinavia và cả lực lượng tấn công châu Phi. Vì thế, cuộc tấn công vào Liên bang Xô viết (nước đã cùng Đức phân chia Trung Âu năm 1939-1940) không diễn ra với sức mạnh lớn nhất. Dù có những thắng lợi ban đầu, quân đội Đức đã bị chặn lại trước thủ đô Mát-xcơ-va tháng 12 năm 1941.
Năm sau đó, vận mệnh đổi chiều và người Đức bắt đầu phải chịu một loạt thất bại, ví dụ như cuộc phong toả Stalingrad và tại Kursk. Trong lúc ấy, Đế quốc Nhật Bản (đồng minh với Đức và Ý từ tháng 9 năm 1940) tấn công Anh ở Đông Nam Á và Hoa Kỳ tại Hawaii ngày 7 tháng 12 năm 1941; Sau đó Đức mở rộng toàn bộ phạm vi cuộc chiến khi tuyên chiến với Hoa Kỳ. Cuộc chiến giữa phe Trục (Đức, Ý, và Nhật Bản) cùng Đồng Minh (Đế chế Anh, Liên bang Xô viết và Hoa Kỳ). Đồng minh giành thắng lợi ở Bắc Phi, tiến công nước Ý năm 1943, và tiến vào nước Pháp bị chiếm đóng năm 1944. Mùa xuân năm 1945 chính nước Đức cũng bị tấn công từ hướng Đông bởi Liên Xô và từ hướng tây bởi các lực lượng đồng minh khác; Hitler tự sát và Đức đầu hàng đầu tháng 5 chấm dứt chiến tranh ở châu Âu.
Giai đoạn này được ghi dấu bởi sự diệt chủng được công nghiệp hóa và kế hoạch hoá. Đức bắt đầu tàn sát có hệ thống hơn 11 triệu người, gồm đa số người Do Thái ở châu Âu và người Gypsies cũng như hàng triệu người Ba Lan và người Slav Xô viết. Hệ thống lao động cưỡng bức, trục xuất và nạn đói tại Ukraine ở Liên Xô cũng gây ra mức độ thiệt hại nhân mạng tương tự. Trong và sau cuộc chiến hàng triệu thường dân đã bị ảnh hưởng bởi các cuộc di cư bắt buộc. 

### Chiến tranh Lạnh

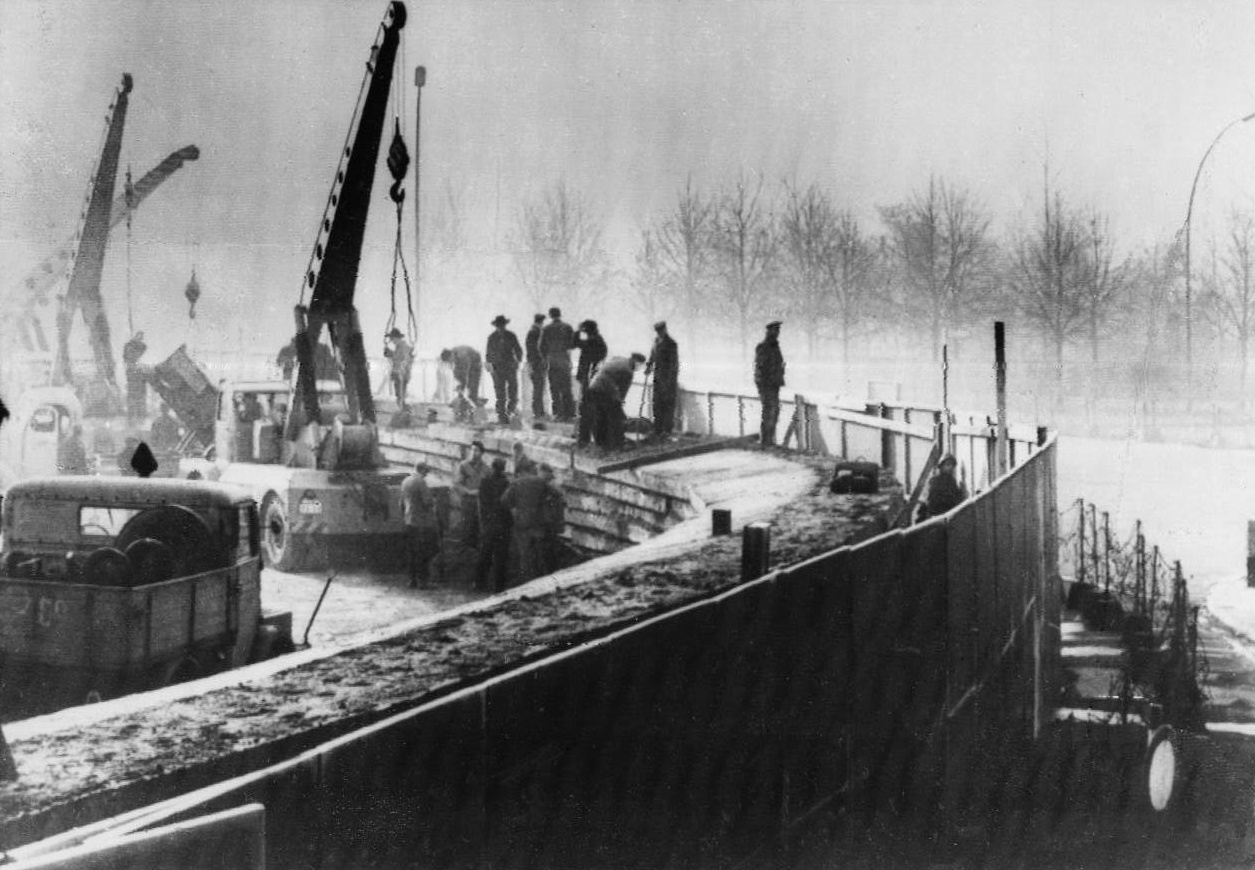
Công nhân xây dựng Đông Đức đang xây Bức tường Berlin, 20 tháng 11 năm 1961

Cuộc Chiến tranh thế giới lần thứ nhất và đặc biệt là Chiến tranh thế giới lần thứ hai đã chấm dứt vị trí thống trị của Tây Âu. Bản đồ châu Âu được vẽ và phân chia lại trong Hội nghị Yalta khi nó trở thành vùng trung tâm chú ý của cuộc Chiến tranh Lạnh giữa hai khối, các quốc gia phương Tây và khối Đông Âu. Hoa Kỳ và Tây Âu (Anh Quốc, Pháp, Ý, Hà Lan, Tây Đức, v.v...) thành lập liên minh NATO như một sự phòng vệ chống lại một cuộc xâm lược có thể diễn ra từ Liên bang Xô Viết. Sau này, Liên bang Xô viết và Đông Âu (Bulgaria, Tiệp Khắc, Cộng hòa Dân chủ Đức, Hungary, Ba Lan, và România) thành lập Khối hiệp ước Warszawa như một sự phòng vệ chống lại một cuộc xâm lược có thể diễn ra từ Hoa Kỳ.
Trong lúc ấy, Tây Âu bắt đầu một quá trình hội nhập kinh tế và chính trị chậm rãi, với mong ước thống nhất châu Âu và ngăn chặn một cuộc chiến tranh khác. Quá trình này cuối cùng dẫn tới sự phát triển của các tổ chức như Liên minh châu Âu và Hội đồng châu Âu. Phong trào Solidarność những năm 1980 với sự suy yếu của chính quyền Xã hội chủ nghĩa tại Ba Lan. Lãnh tụ Liên Xô Mikhail Gorbachev khởi xướng perestroika và glasnost, làm suy yếu ảnh hưởng Liên bang Xô Viết ở Đông Âu. Các chính phủ được Liên Xô bảo trợ sụp đổ, và tới năm 1990 Cộng hòa Liên bang Đức đã sáp nhập Cộng hòa Dân chủ Đức. Năm 1991 tới lượt chính Liên bang Xô Viết sụp đổ, phân chia thành mười lăm nước cộng hòa, Nga giữ ghế của Liên bang Xô Viết tại Hội đồng Bảo an Liên hiệp quốc. Cuộc tan rã bạo lực nhất diễn ra tại Nam Tư, ở vùng Balkan. Bốn nước (Slovenia, Croatia, Bosnia và Herzegovina và Macedonia) trong sáu nước cộng hòa thuộc Nam Tư tuyên bố độc lập và hầu hết trong số họ đều phải trải qua các cuộc chiến tranh đẫm máu, ở một số nơi kéo dài tới tận năm 1995. Năm 2006 Montenegro ly khai và trở thành một quốc gia độc lập, tiếp theo đó là Kosovo, trước kia là một tỉnh tự trị của Serbia, năm 2008. Trong giai đoạn hậu Chiến tranh Lạnh, NATO và EU dần thu nạp hầu hết các quốc gia thành viên cũ của Khối hiệp ước Warszawa.

## Lịch sử gần đây
Năm 1992, Hiệp ước về Liên minh châu Âu được ký kết giữa các thành viên Liên minh châu Âu (EU). Sự kiện này đã biến 'Dự án châu Âu' từ Cộng đồng kinh tế với một số định hướng chính trị, trở thành Liên minh ở mức độ hợp tác sâu hơn.
Năm 1985 Thỏa thuận Schengen đã tạo ra các biên giới mở bỏ kiểm soát hộ chiếu giữa các quốc gia thành viên.
Một đồng tiền tệ chung cho hầu hết quốc gia châu Âu, đồng euro, được thiết lập về mặt điện tử năm 1999, chính thức liên kết đồng tiền của mỗi quốc gia thành viên. Đồng tiền tệ mới được đưa vào lưu hành năm 2002 và các đồng tiền tệ cũ bị bãi bỏ. Chỉ ba nước trong số 15 quốc gia thành viên khi ấy quyết định không sử dụng đồng euro (Anh Quốc, Đan Mạch và Thụy Điển). Năm 2004 EU tiến hành mở rộng về phía đông, kết nạp 10 quốc gia thành viên mới (tám trong số đó là các quốc gia cộng sản trước kia). Hai nước nữa gia nhập năm 2007, biến nó thành liên minh của 27 quốc gia.
Một hiệp ước thành lập một hiến pháp cho Liên minh châu Âu được ký kết tại Rô-ma năm 2004, dự định thay thế toàn bộ hiệp ước trước đó bằng một tài liệu duy nhất. Tuy nhiên, nó chưa bao giờ hoàn thành giai đoạn phê chuẩn sau khi bị các cử tri Pháp và Hà Lan bác bỏ trong cuộc trưng cầu dân ý. Năm 2007, các quốc gia thành viên đồng ý thay thế đề xuất này bằng một Hiệp ước Cải cách mới, sẽ sửa đổi chứ không thay thế các hiệp ước đang có. Hiệp ước này được ký ngày 13 tháng 12 năm 2007, và sẽ có hiệu lực vào tháng 1 năm 2009 nếu được phê chuẩn trước thời hạn đó. 
Hiệp ước này sẽ khiến Liên minh châu Âu lần đầu tiên có một Chủ tịch và một Bộ trưởng ngoại giao thường trực.
Các nước vùng Balkan là một phần của châu Âu dường như sẽ là các quốc gia tiếp theo gia nhập Liên minh châu Âu, Croatia được gia nhập vào năm 2013, và là thành viên mới nhất của EU.